# Bolet subtomenteux
Xerocomus subtomentosus
Espèce
Statut de conservation UICN

 LC  : Préoccupation mineure
Xerocomus subtomentosus, le Bolet subtomenteux ou Bolet tomenteux, anciennement Boletus subtomentosus, est une espèce de champignons (Fungi) basidiomycètes du genre Xerocomus dans la famille des Boletaceae largement répandue dans les bois de toute l'Eurasie, l'Amérique du Nord et l'Australie. Commun, il est caractérisé par sa chair rosâtre dans la moitié inférieure du pied à la coupe et son mycélium basal blanc.

## Taxonomie
Le nom correct complet (avec auteur) de ce taxon est Xerocomus subtomentosus (L.) Quél..
L'espèce a été initialement classée dans le genre Boletus sous le basionyme Boletus subtomentosus L..

### Synonymes

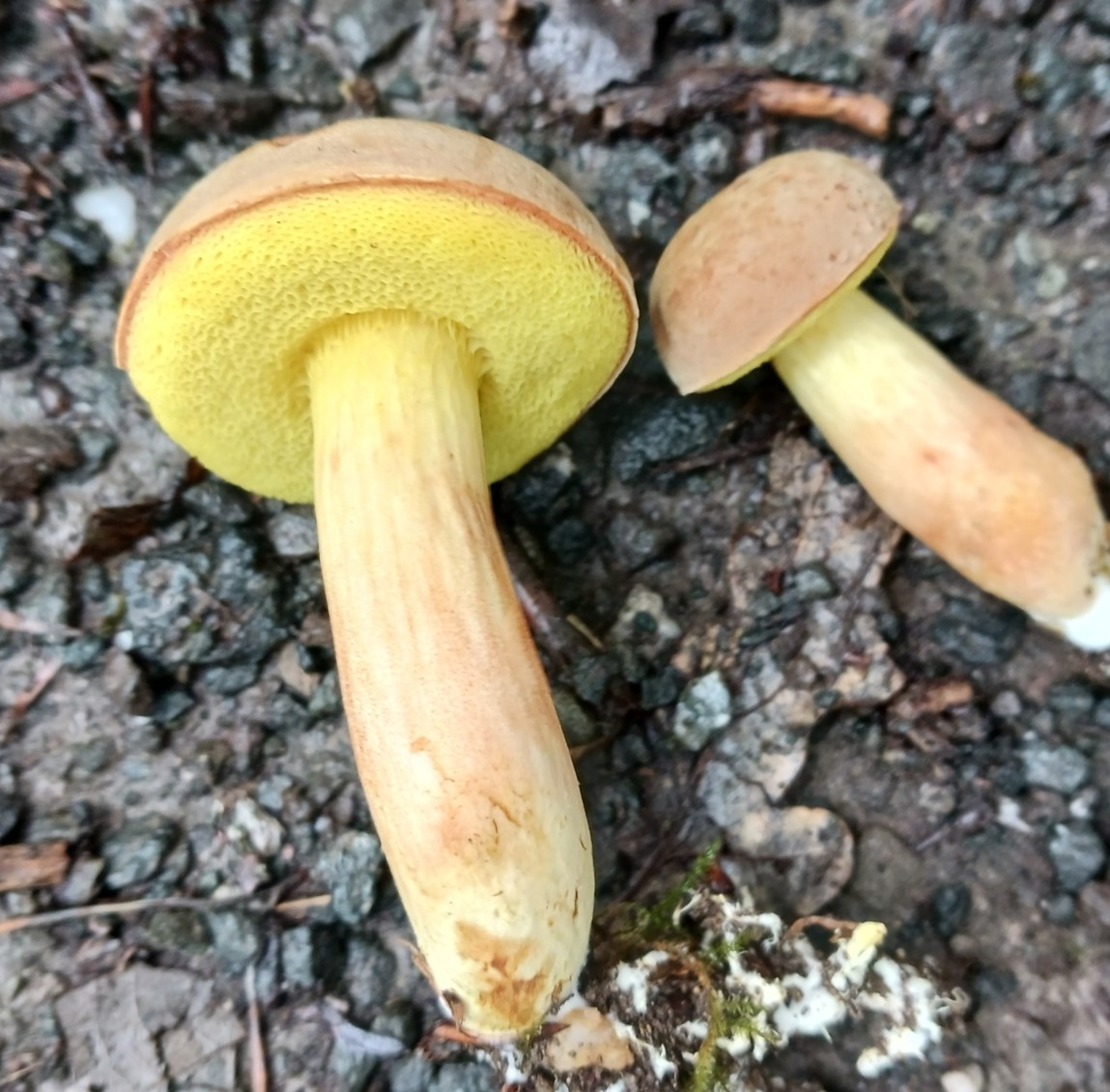
Deux Bolets subtomenteux.

Xerocomus subtomentosus a pour synonymes :
- Boletus cinnamomeus Rostk.
- Boletus crassipes Schaeff.
- Boletus cupreus Schaeff.
- Boletus dentatus Rostk.
- Boletus eriophorus Rostk.
- Boletus fuscus Rostk.
- Boletus lanatus Rostk.
- Boletus leguei Boud.
- Boletus pannosus Rostk.
- Boletus spadiceus var. leguei (Boud.) Bigeard & H.Guillemin
- Boletus striipes Secr.
- Boletus striipes Secr. ex Fr.
- Boletus subtomentosus L.
- Boletus xanthus (E.-J.Gilbert) Merlo
- Ceriomyces subtomentosus (L.) Murrill
- Leccinum subtomentosum (L.) Gray
- Rostkovites subtomentosus (L.) P.Karst.
- Suillus lanatus (Rostk.) Kuntze
- Suillus leguei (Boud.) Kuntze
- Suillus pannosus (Rostk.) Kuntze
- Suillus striipes (Secr. ex Fr.) Kuntze
- Suillus subtomentosus (L.) Kuntze
- Tubiporus subtomentosus (L.) Paulet
- Versipellis subtomentosa (L.) Quél.
- Xerocomopsis subtomentosa (L.) Reichert
- Xerocomus ferrugineus subsp. leguei (Boud.) Bon, 1994
- Xerocomus ferrugineus var. leguei (Boud.) Bon
- Xerocomus fuscus (Rostkovius) E.-J.Gilbert
- Xerocomus lanatus (Rostk.) E.-J.Gilbert
- Xerocomus lanatus (Rostk.) Singer
- Xerocomus leguei (Boud.) E.-J.Gilbert
- Xerocomus leguei (Boud.) Montegut
- Xerocomus leguei (Boud.) Montegut ex Bon
- Xerocomus marginalis (Boud.) E.-J.Gilbert
- Xerocomus striaepes (Secr. ex Fr.) Quél.
- Xerocomus subtomentosus (L.) Fr.
- Xerocomus xanthus (E.-J.Gilbert) Contu
- Xerocomus xanthus (E.-J.Gilbert) Curreli

### Étymologie
Le nom du genre Xerocomus est dérivé du grec ancien Xeros "sec" et kome "cheveux", et fait référence à la surface veloutée du chapeau, une particularité assez commune à tous les Xerocomus au sens strict. L'épithète spécifique subtomentosus signifie en latin "à poils fins", en référence à son chapeau tomenteux à subtomenteux. Subtomenteux signifiant "presque tomenteux", et tomenteux signifiant recouvert d'un tomentum, c'est-à-dire d'une pilosité cotonneuse, formée de poils serrés, fins, courts et plus ou moins feutrés,.

### Phylogénie

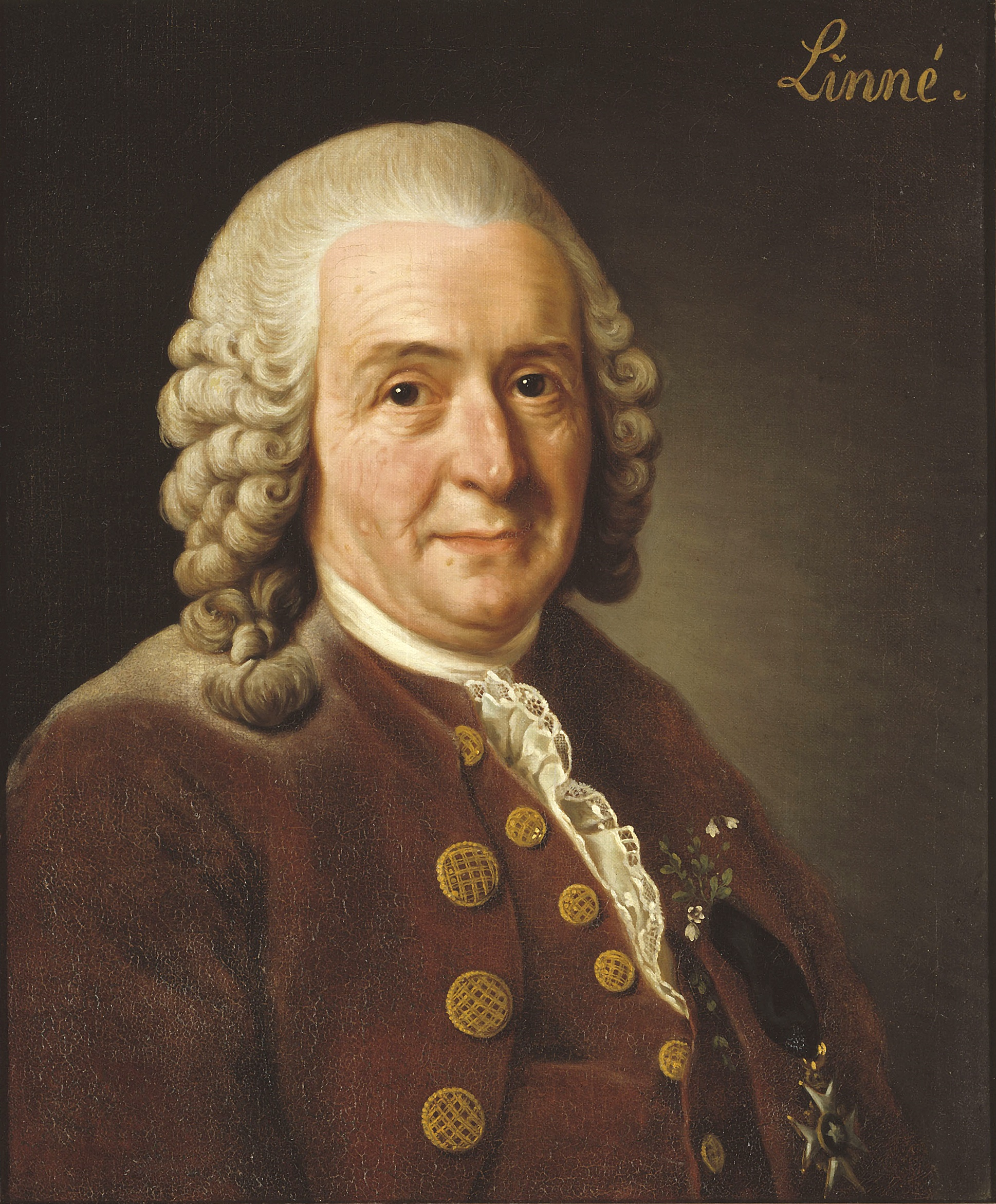
Carl Von Linné décrit Boletus subtomentosus en 1753.

Xerocomus subtomentosus a été décrit pour la première fois en 1753 par le père de la taxonomie Carl Von Linné sous le nom de Boletus subtomentosus.
La date de début de la taxonomie fongique avait été fixée au 1er janvier 1821, pour coïncider avec la date des travaux du "père de la mycologie", le naturaliste suédois Elias Magnus Fries, ce qui signifiait que le nom devait être sanctionné par Fries (indiqué dans le nom par deux-points) pour être considéré comme valide, les travaux de Linné étant antérieurs à cette date. Il s'écrivait donc Boletus subtomentosus L.:Fr. Cependant, une révision de 1987 du Code international de nomenclature botanique a fixé la date de début au 1er mai 1753, date de publication de l'ouvrage fondateur de Linné, le Species Plantarum. Le nom ne nécessite donc plus la ratification de l'autorité de Fries.

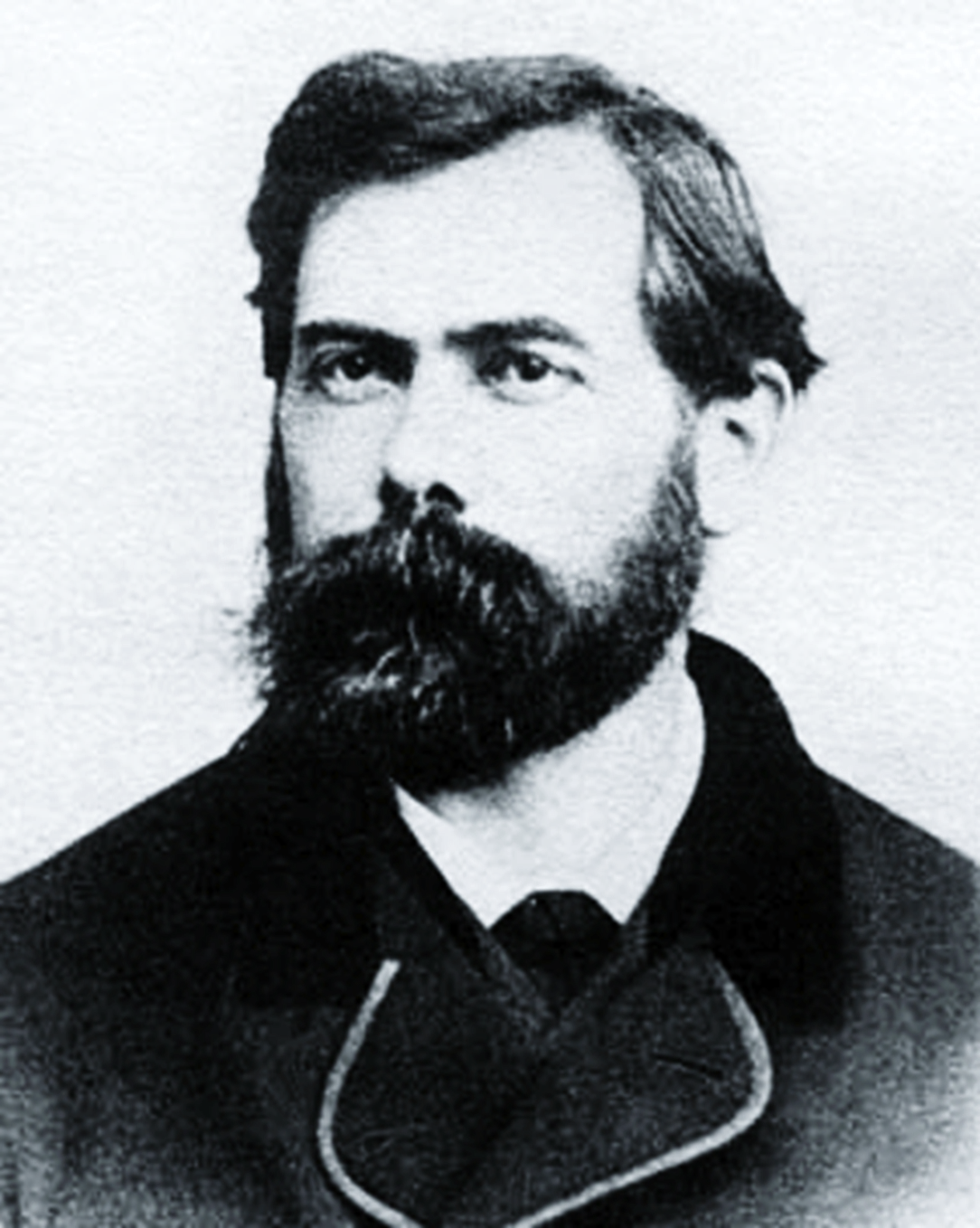
Lucien Quélet migre Boletus subtomentosus vers le genre Xerocomus.

Le mycologue français Lucien Quélet avait classé un certain nombre d'espèces de Boletus dans le genre Xerocomus, l'espèce type étant Xerocomus subtomentosus. Cette classification a été contestée, de nombreuses autorités ne reconnaissant pas le genre et continuant à utiliser Boletus subtomentosus ; toutefois, une analyse génétique publiée en 2013 a confirmé la distinction de cette espèce et de ses proches parents du groupe central de champignons du genre Boletus (sensu stricto).

### Clade et espèces apparentées
Xerocomus subtomentosus et les espèces apparentées, y compris Phylloporus pelletieri, forment un clade connu officieusement sous le nom de "Clade Xerocomus" au sein d'un groupe plus large (appelé officieusement hypoboletus) dans le sous-ordre des Boletineae. D'autres clades au sein du groupe comprennent les clades Aureoboletus et Hemileccinum, ainsi que des espèces actuellement désignées comme Boletus (bien qu'elles ne soient pas étroitement apparentées à Boletus edulis) et trois espèces actuellement désignées comme Boletellus (bien qu'il soit peu probable qu'elles soient des parents proches de l'espèce type, Boletellus ananas). Le clade contenant le groupe hypoboletus et le clade Royoungia est frère du groupe anaxoboletus (contenant les genres Tylopilus sensu stricto, Strobilomyces, Xanthoconium, Porphyrellus, Xerocomellus, Boletus sensu stricto et le groupe des leccinoïdes (comprenant les genres Leccinellum, Leccinum, Spongiforma et l'espèce Retiboletus griseus). X. subtomentosus étant l'espèce type du genre, elle et ses proches parents restent des Xerocomus, les autres membres étant placés dans des genres différents.

### Noms vulgaires et vernaculaires
Cette espèce a pour noms vernaculaires : Bolet subtomenteux, Bolet tomenteux, en réfèrence à son chapeau tomenteux ou plus au moins tomenteux.
Le Bolet subtomenteux est parfois nommé à tort « Cèpe des pins », mais le Cèpe des pins est une tout autre espèce ; Boletus pinophilus.

### Noms vernaculaires dans d'autres langues
- Italien : Castagnini, Pinaioli, Pinaroli, Pinarelli, Porcinelli, Scopini-Ginestrini.
- Chinois : 絨蓋牛肝, Chinois (continental) : 细绒牛肝菌, Chinois (simplifié) : 细绒牛肝菌, Chinois (Taiwan) : 絨蓋牛肝菌.
- Anglais : Suede bolete, Yellow-cracked bolete, Boring brown bolete.
- Roumain : Buza caprei, Ciupercă moale, Hrib mic.
- Allemand : Ziegenlippe, Filziger Röhrling.
- Estonien : Rohekas sametpuravik.
- Basque : Onddo bigun.
- Finnois : Samettitatti.
- Hongrois : Molyhos tinóru.
- Japonais : アワタケ.
- Géorgien : მწვანე ხავსის სოკო.
- Néerlandais : Fluweelboleet.
- Polonais : Podgrzybek zajączek.
- Slovaque : Suchohríb plstnatý.
- Suédois : Sammetssopp[9].

## Description du sporophore

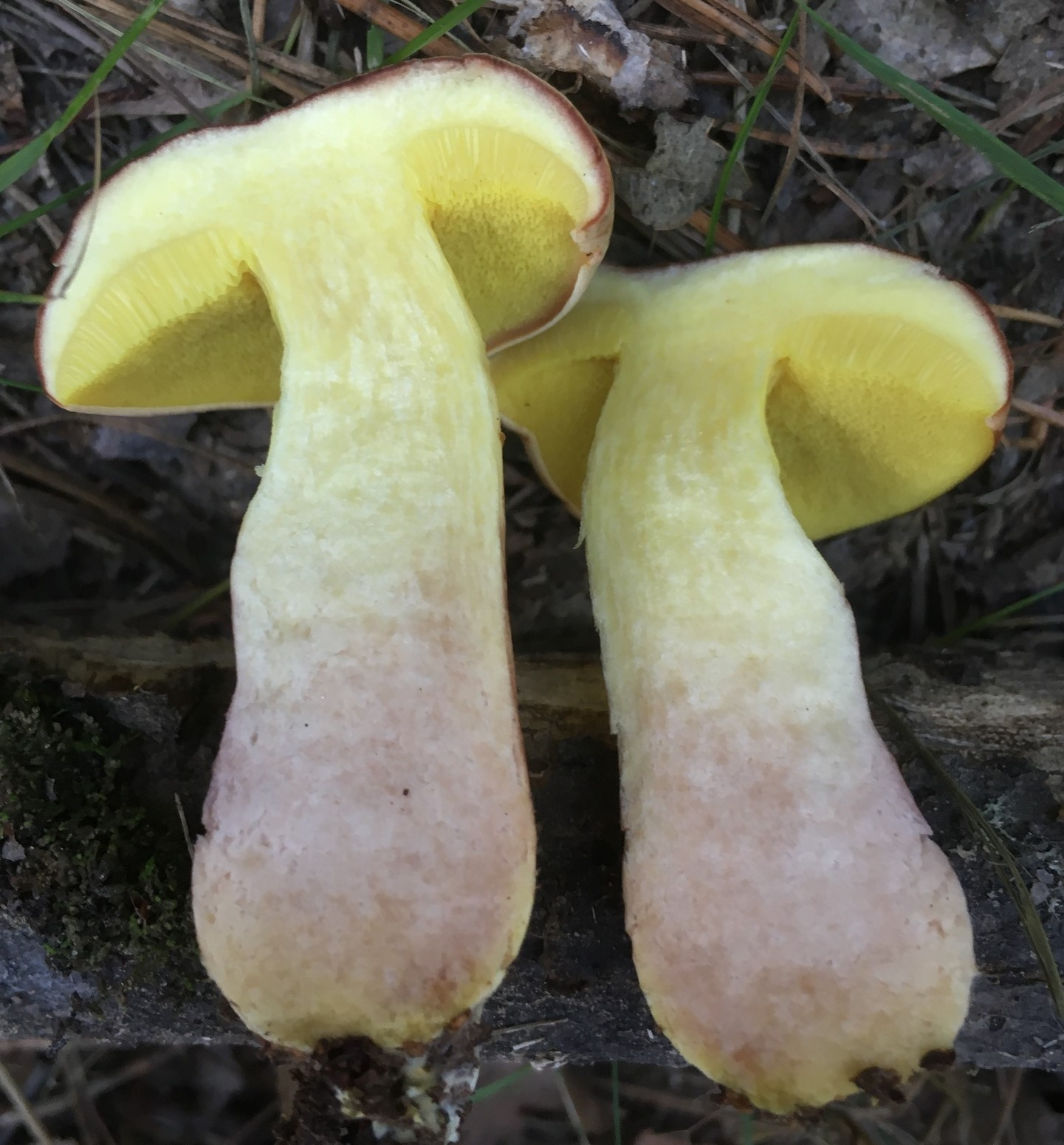
Chair dans la moitié inférieure du stipe rosâtre à la coupe, le critère d'identification principal de cette espèce. Il est à noter que le rose peut être moins marqué que sur cet exemplaire.

Les bolets sont des champignons dont l'hyménophore, constitué de tubes et terminés par des pores, se sépare facilement de la chair du chapeau. Ce chapeau d'abord rond, recouvert d'une cuticule, devient convexe à mesure qu’il vieillit. Ils ont un pied (stipe) central assez épais et une chair compacte. Les caractéristiques morphologiques de X. subtomentosus  sont les suivantes :
Son chapeau mesure de 3 à 12 cm, mais il peut parfois atteindre 16 à 18 cm. Il est feutré, très variable en couleur, pouvant aller du brun-rouge au jaune citron vif, de l'écru au brun, mais toujours avec des tons jaunâtres-olivâtres, en passant par le gris et le brun foncé. Parfois, par temps sec, le chapeau se fend, révélant une chair jaunâtre-verdâtre et molle en dessous. Sa cuticule est sèche, tomenteuse à subtomenteuse, couverte de minuscules poils fins donnant un aspect feutré, finement veloutée comme une peau de chamois, très difficile à peler.
L'hyménophore présente des tubes adnés jaune vif à jaune d'or chez les jeunes, puis jaune brunâtre à jaune olivâtre terne, plus au moins bleuissants, parfois oui parfois non, d'une longeur moyenne de 5 à 12 mm. Ils se détachent facilement du chapeau à maturité. Les pores sont concolores aux tubes, pouvant mesurer jusqu'à 1,5 mm, d'abord plus au moins ronds puis progressivement angulaires, jusqu'à devenir parfois totalement sinueux-anguleux,.
Son stipe mesure 3 à 10 cm x 0,5 à 3 cm, il est de forme cylindrique, souvent élancé mais assez souvent courbé ou sinueux, toujours atténué à la base, où il est légèrement conique, avec des résidus de mycélium blanchâtres à sa base. Il est de consistance pleine, le plus souvent de texture fibreuse-ligneuse à maturité. Sa surface est lisse, ou plus souvent avec des veines plus au mois en relief au sommet pouvant aller jusqu'à former un pseudo-réseau. Il est de couleur crème, jaune pâle à jaune vif, parfois avec des teintes rougeâtres,.

La chair est d'abord ferme puis de plus en plus molle au fur et à mesure de la maturité. Elle est de couleur jaune pâle ou blanchâtre, typiquement rosée, fauve-rosée ou rougeâtre dans la moitié inférieure du pied. Elle peut bleuir faiblement au niveau du chapeau après quelques minutes, surtout en présence de beaucoup d'humidité. Sa saveur est douce, de noisette, semblale à celle de B. edulis, et son odeur est faible,.

Principaux caractères distinctifs
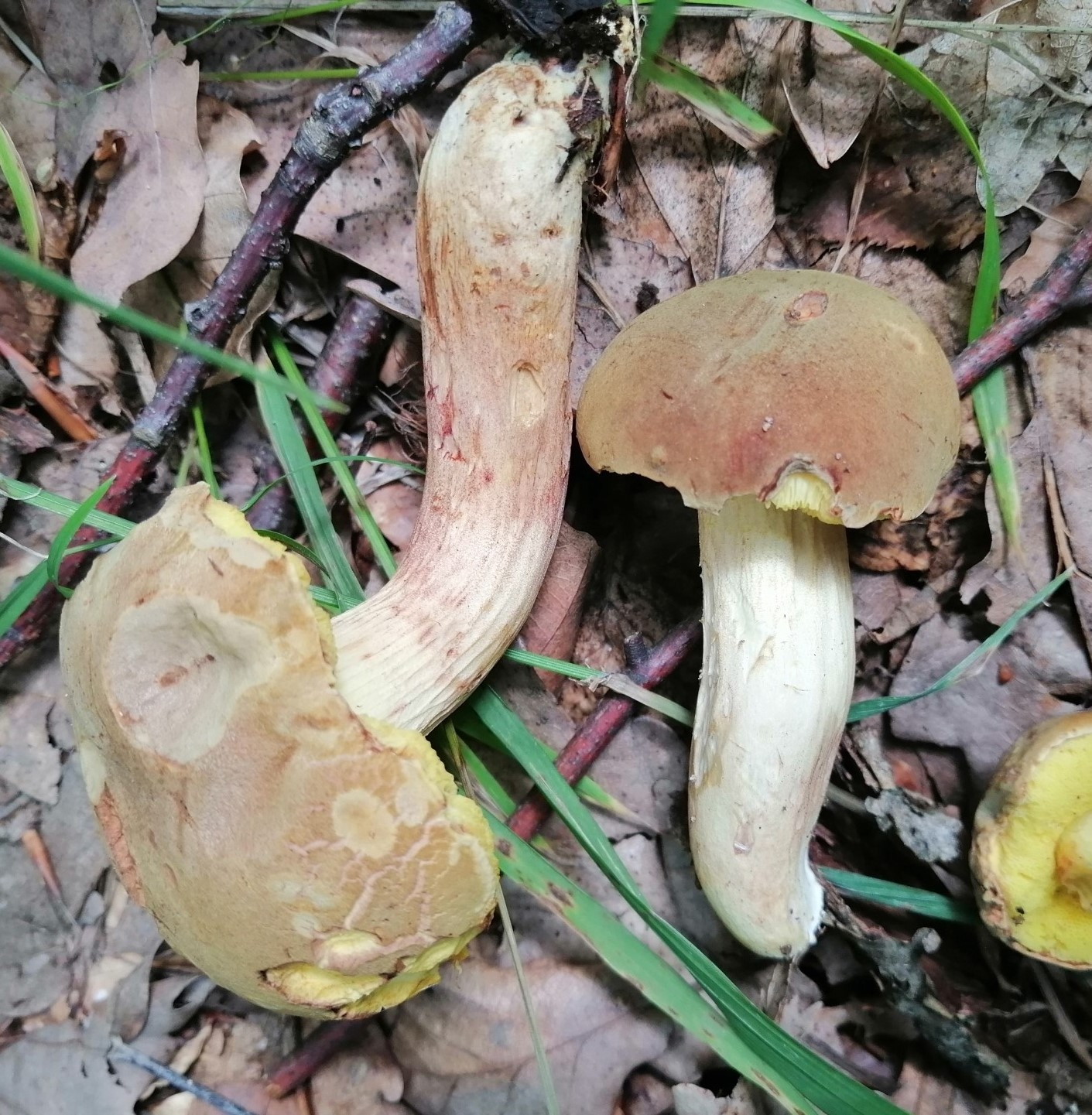
Silhouette xérocomoïde, petite stature, généralement grêle.
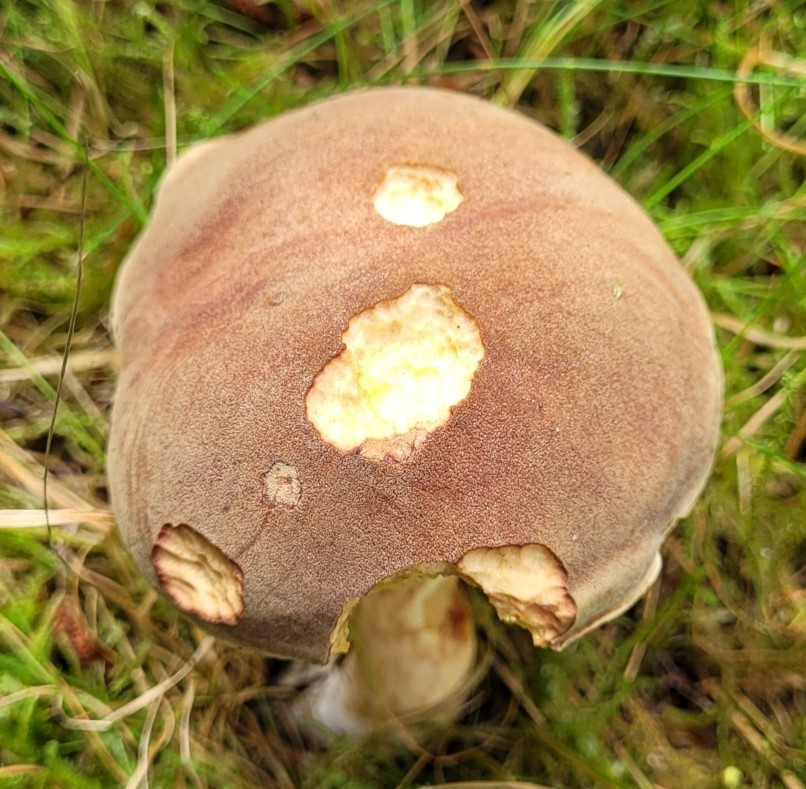
Chapeau de couleur variable, toujours plus au moins tomenteux.
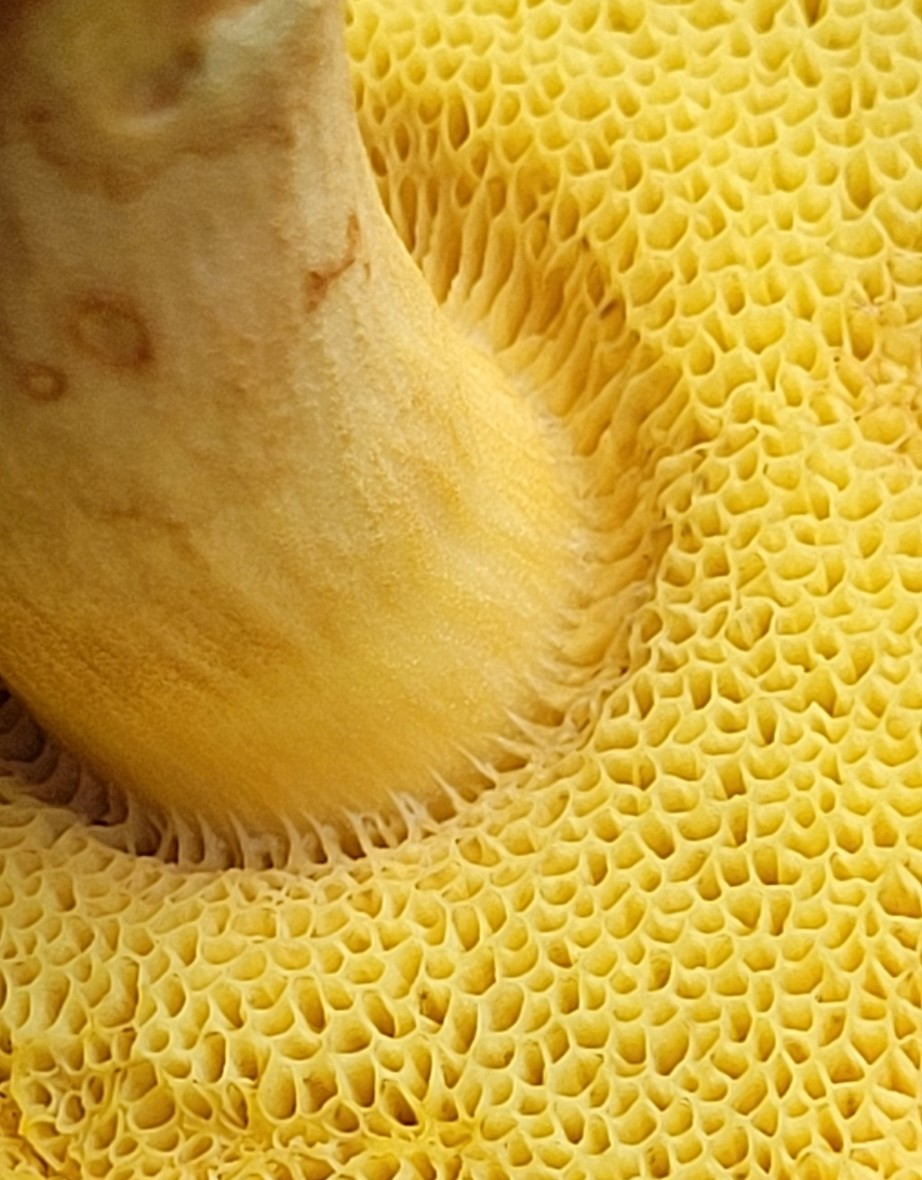
Pores d'abord jaune d'or vif puis jaune olivâtre.
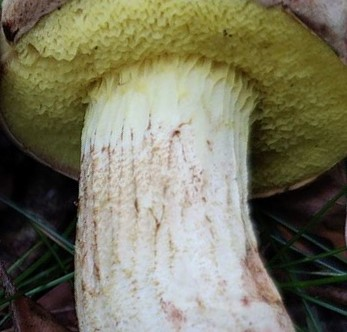
Stipe lisse ou plutôt souvent orné d'un pseudo-réseau très grossier.
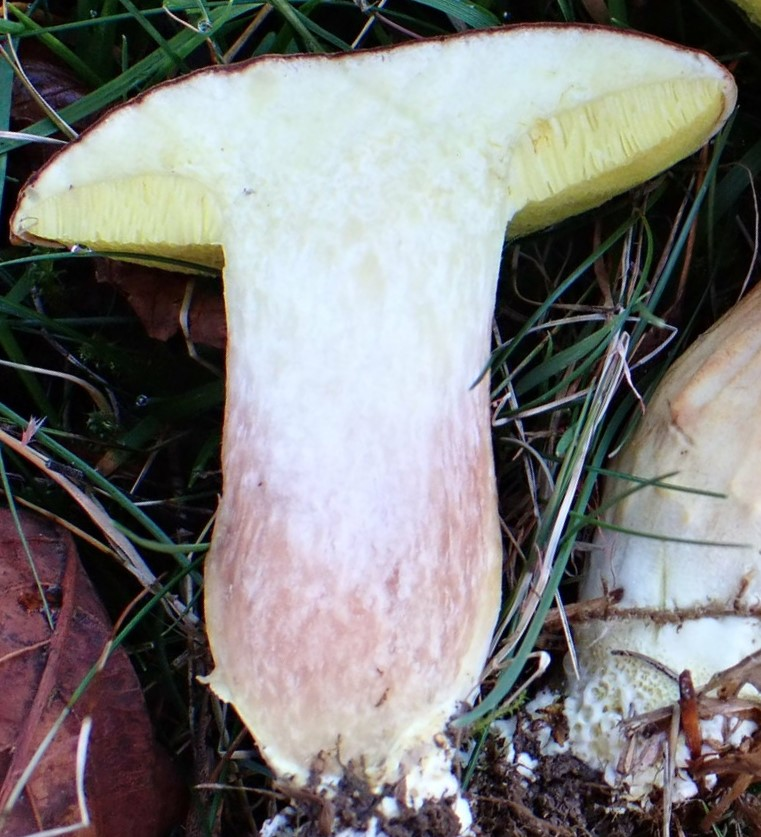
Chair rosâtre dans la moitié inférieure du pied à la coupe.
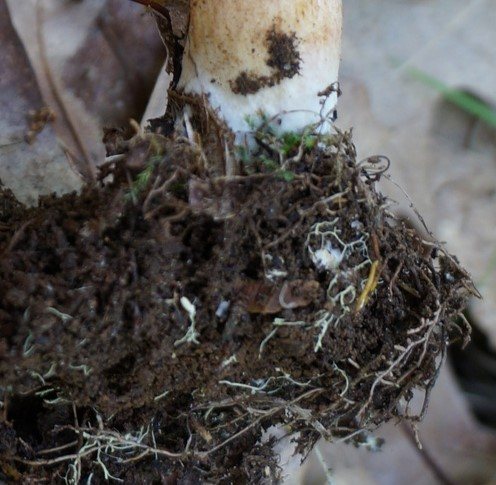
Mycélium de couleur blanche s'étendant du bout du stipe.

### Réactions chimiques

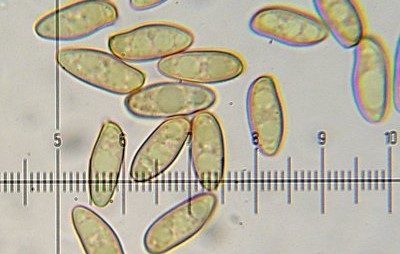
Spores de Xerocomus subtomentosus.

Une goutte d'ammoniaque (NH3) sur le chapeau produit instantanément une réaction acajou, rouge ou nulle sur la cuticule, et une réaction faiblement bleue sur la chair. La chair devient rouge-orange au contact de l'acide sulfurique, violette au contact du lactophénol, rouge-brun au contact de l'hydroxyde de potassium et enfin gris-olive au contact du sulfate de fer.

### Caractéristiques microscopiques
Ses spores mesurent 11 à 15 μm x 4,5 à 5,5 μm, elles sont allongées-fusoïdes, lisses. La sporée est brun-olive, olivâtre,.

## Galerie

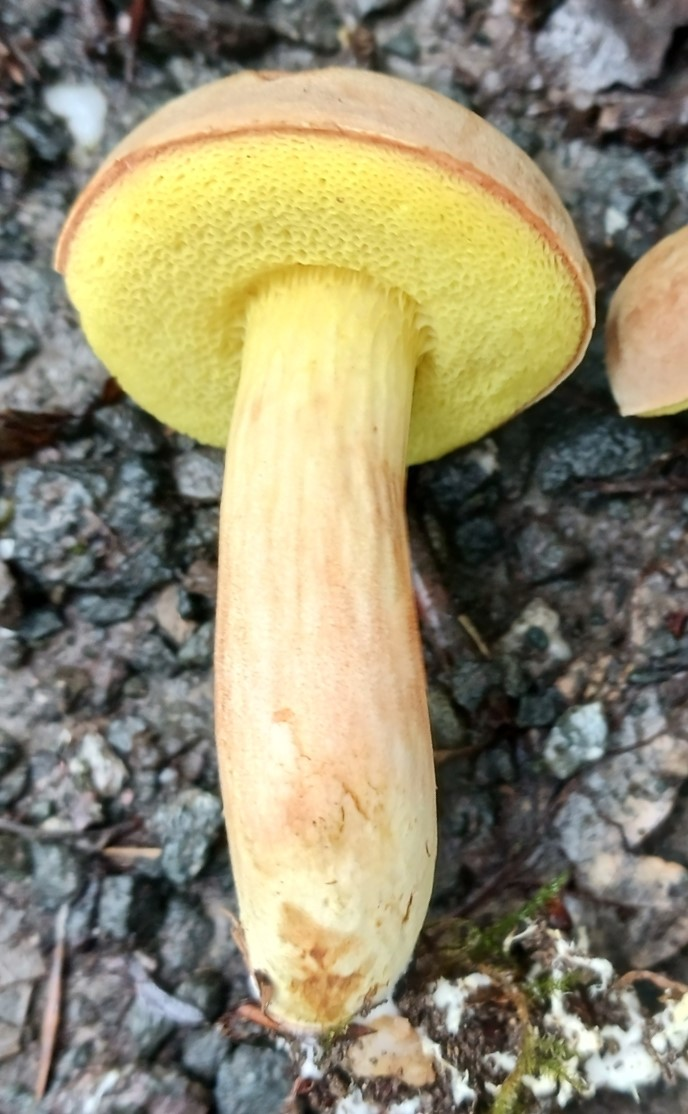
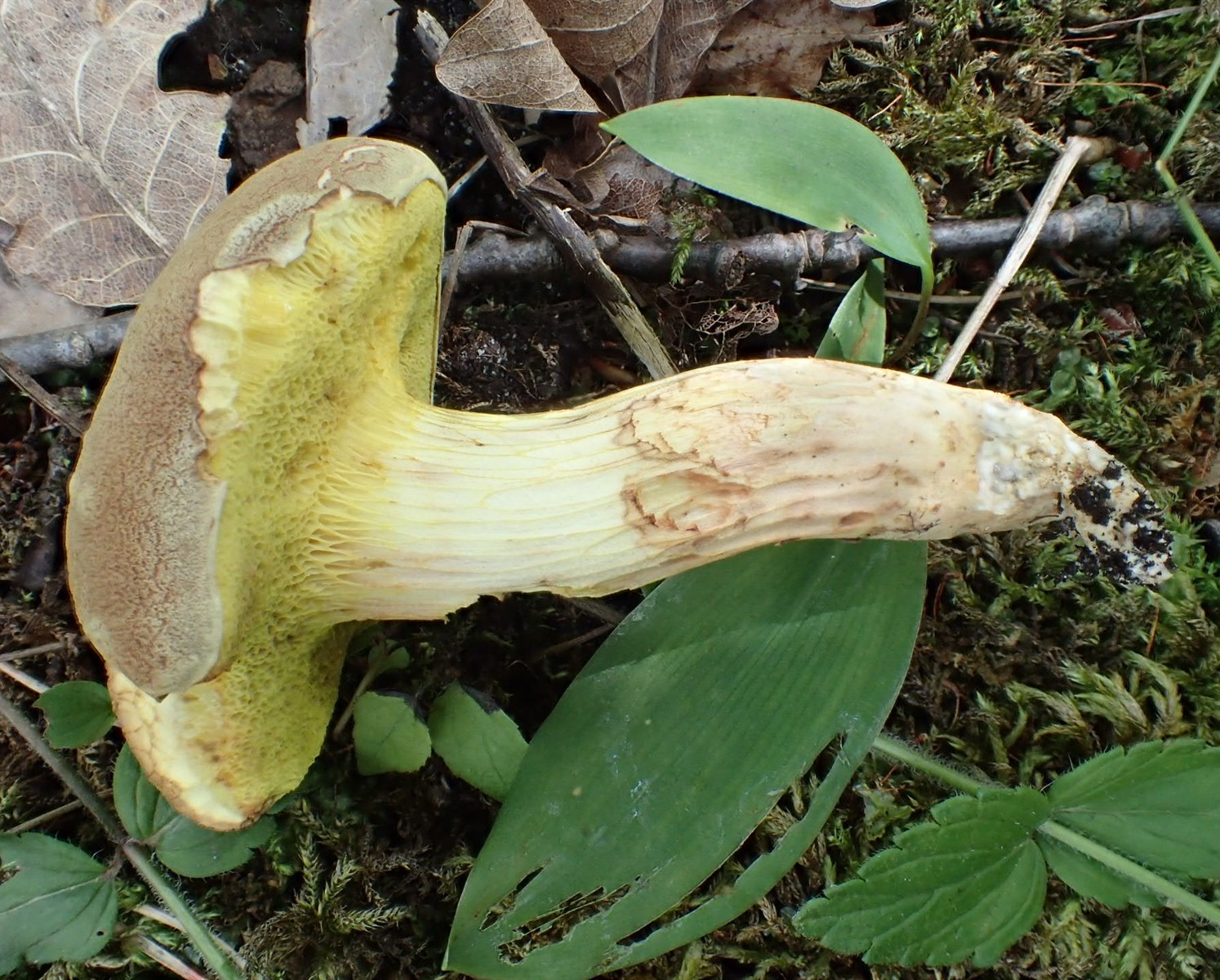
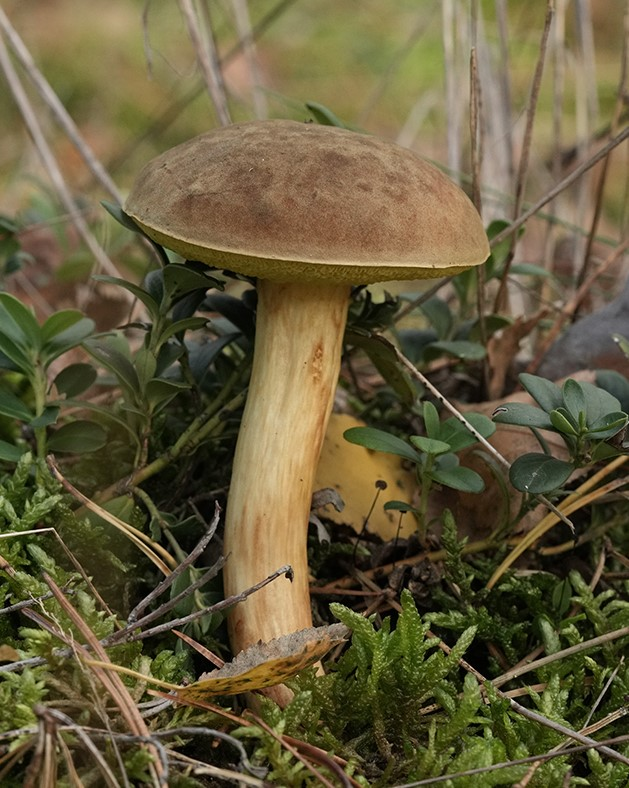
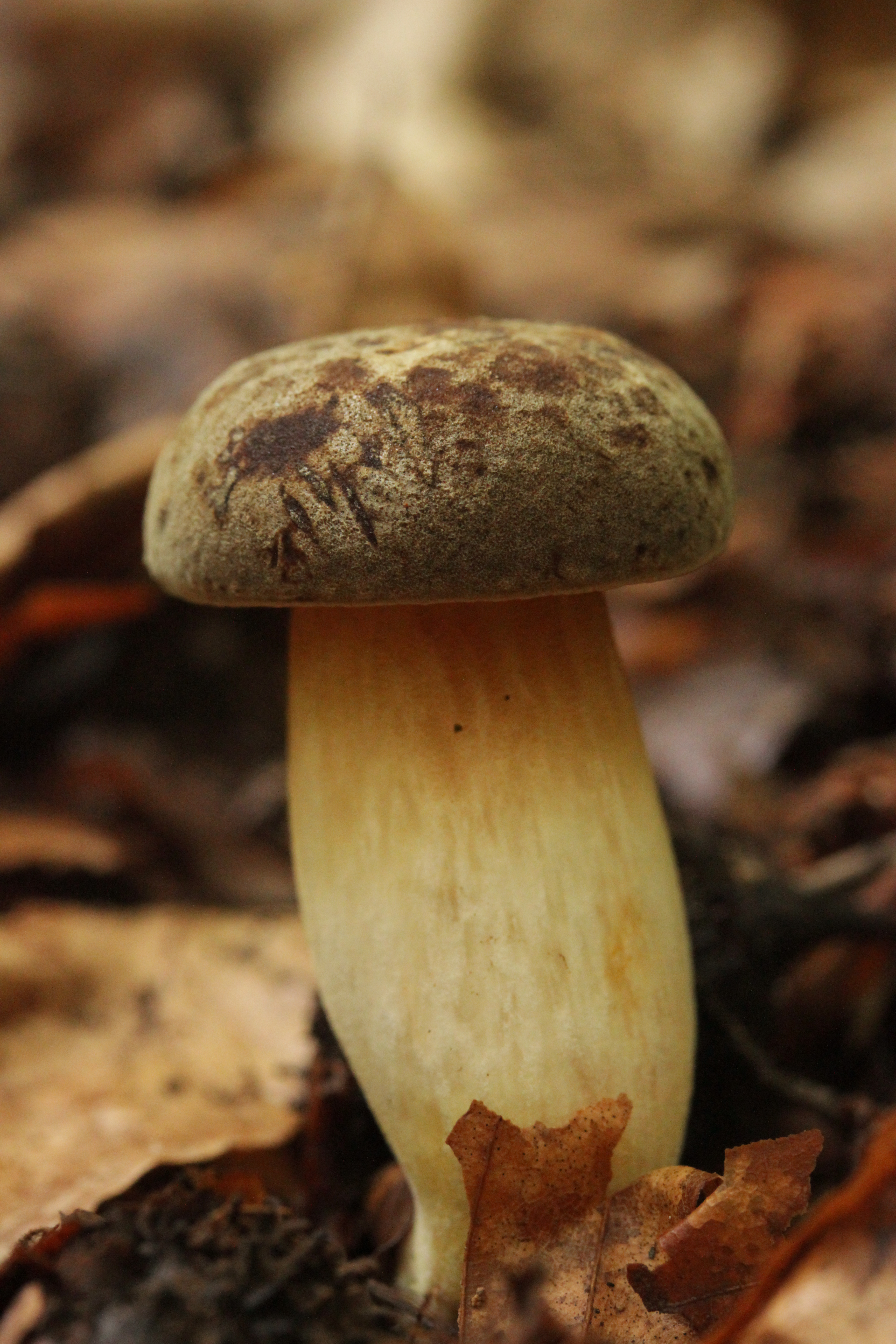
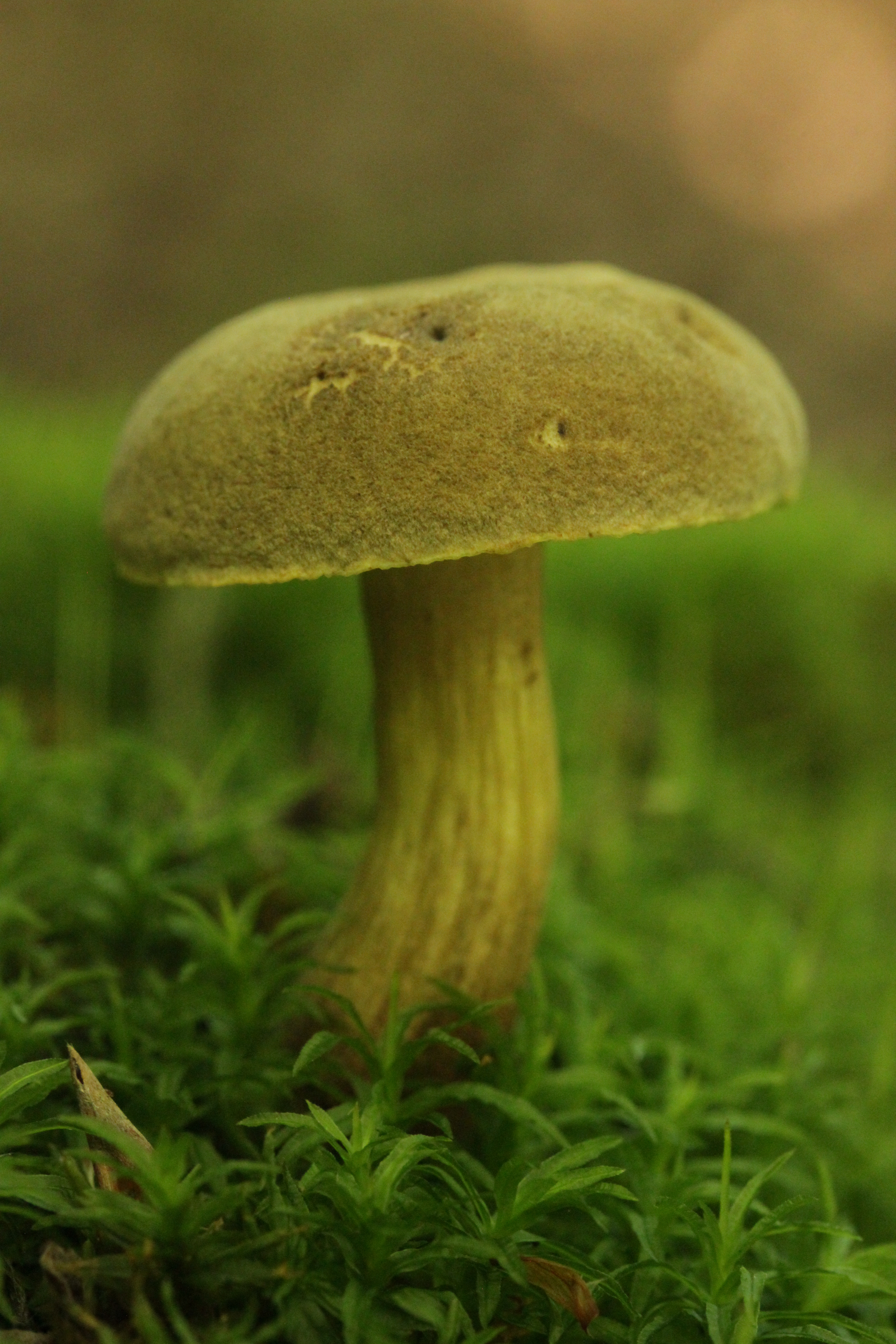
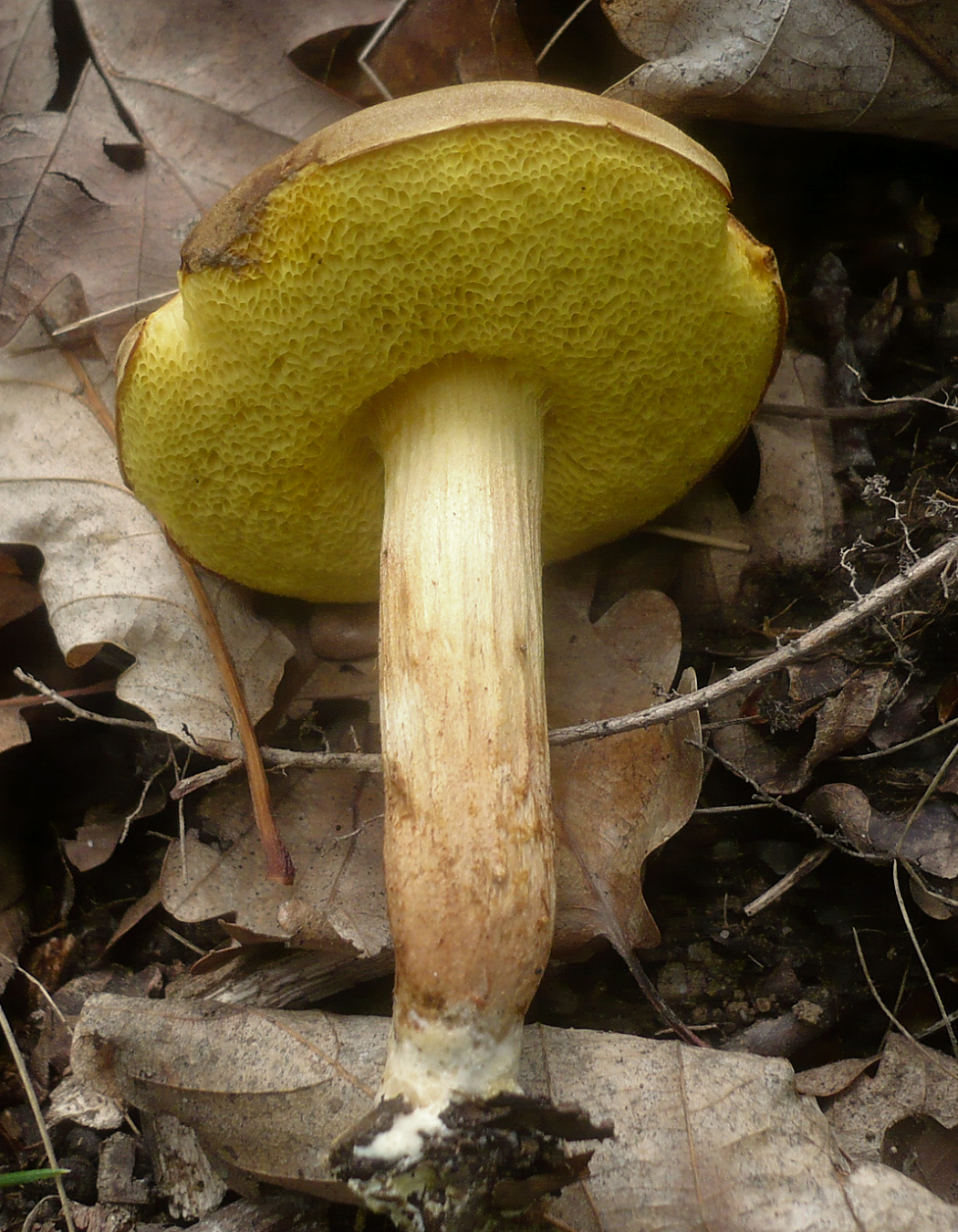
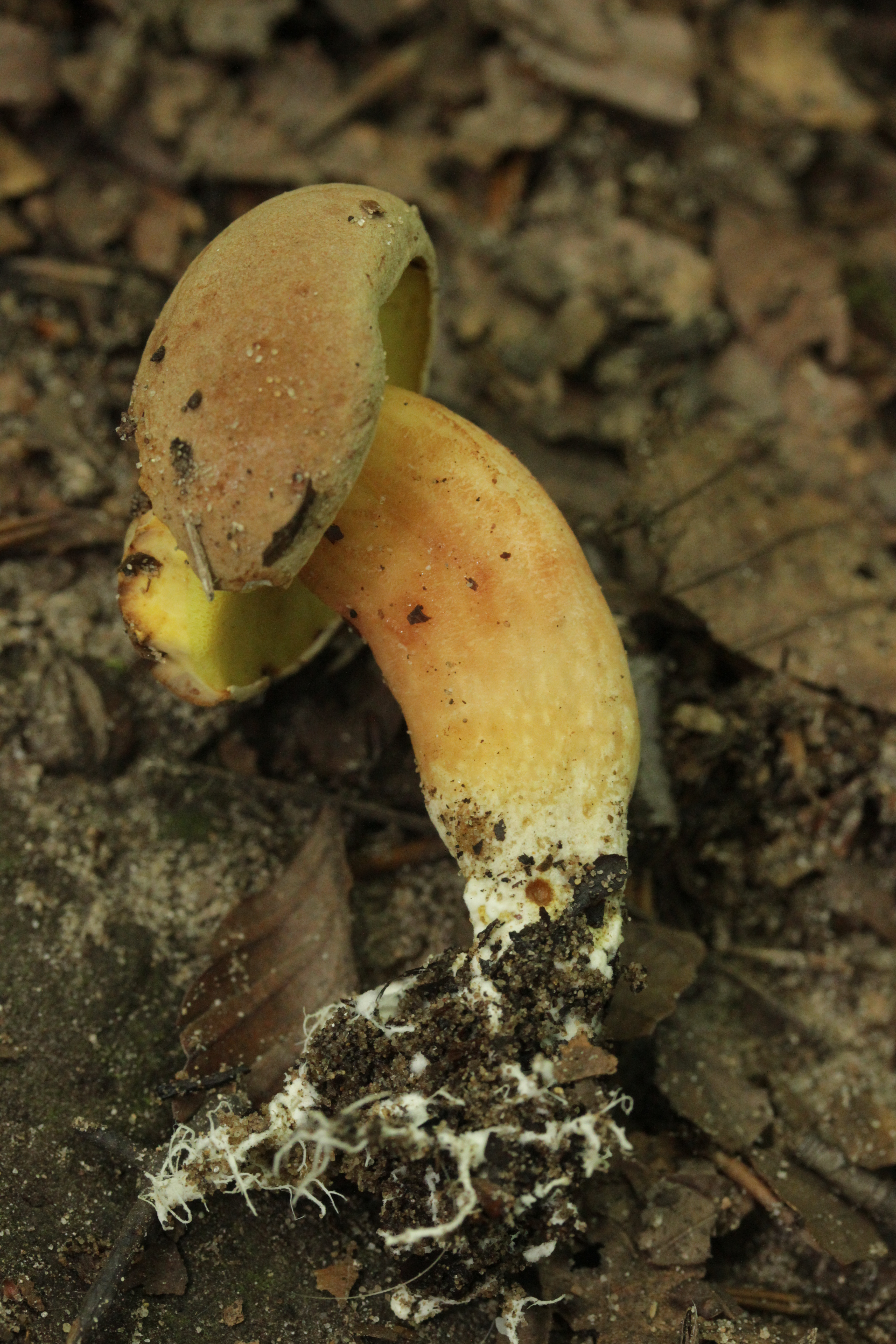
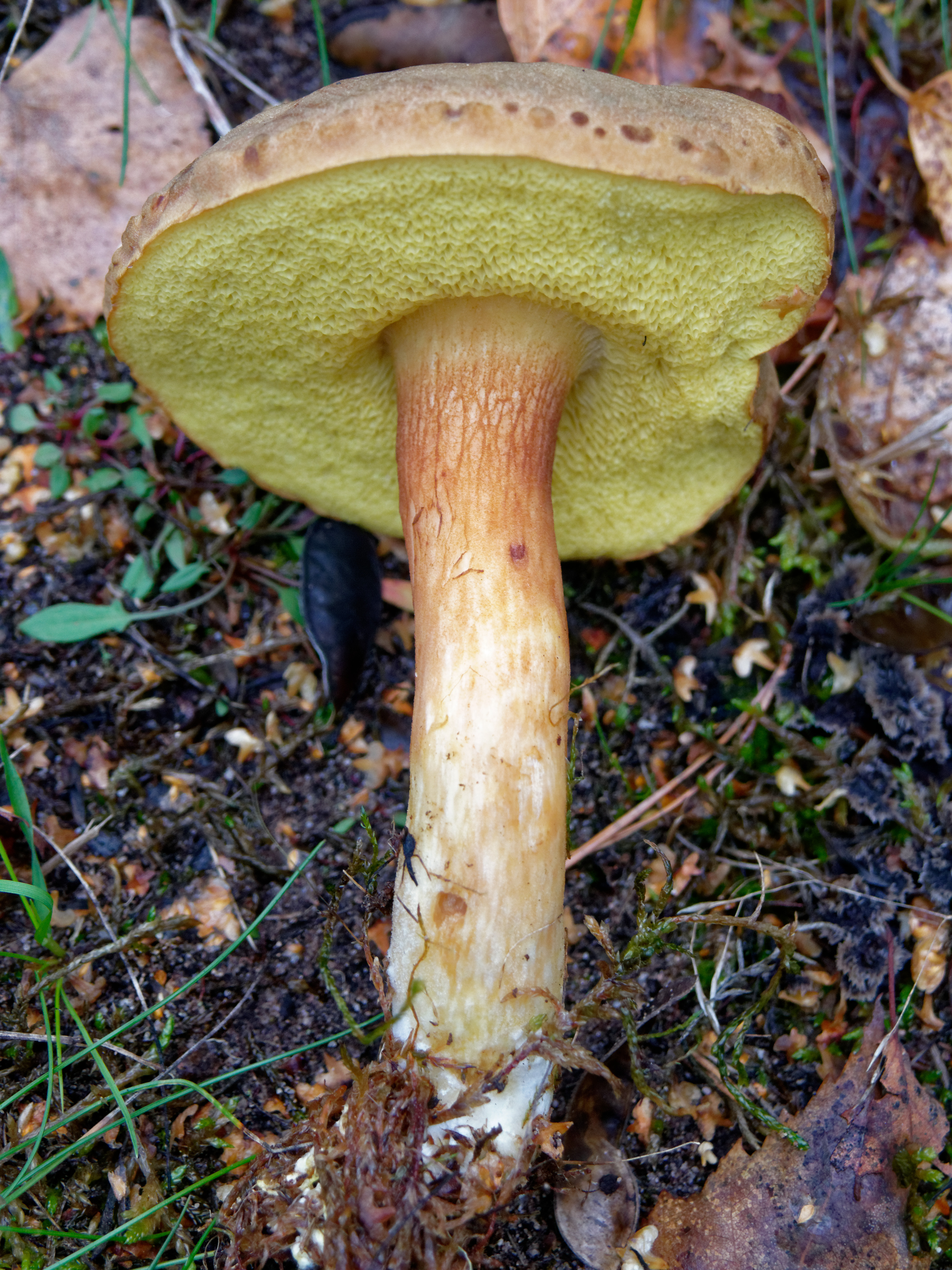
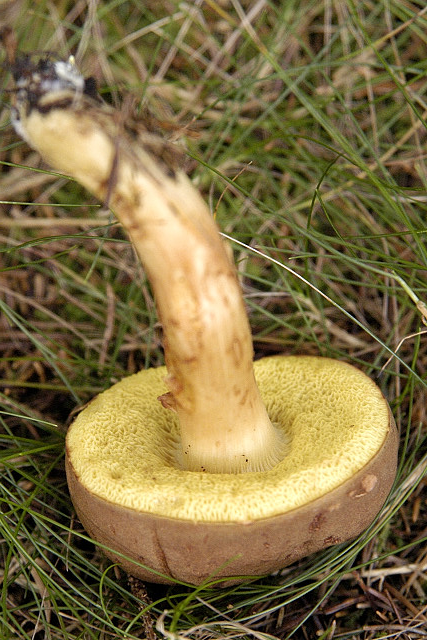
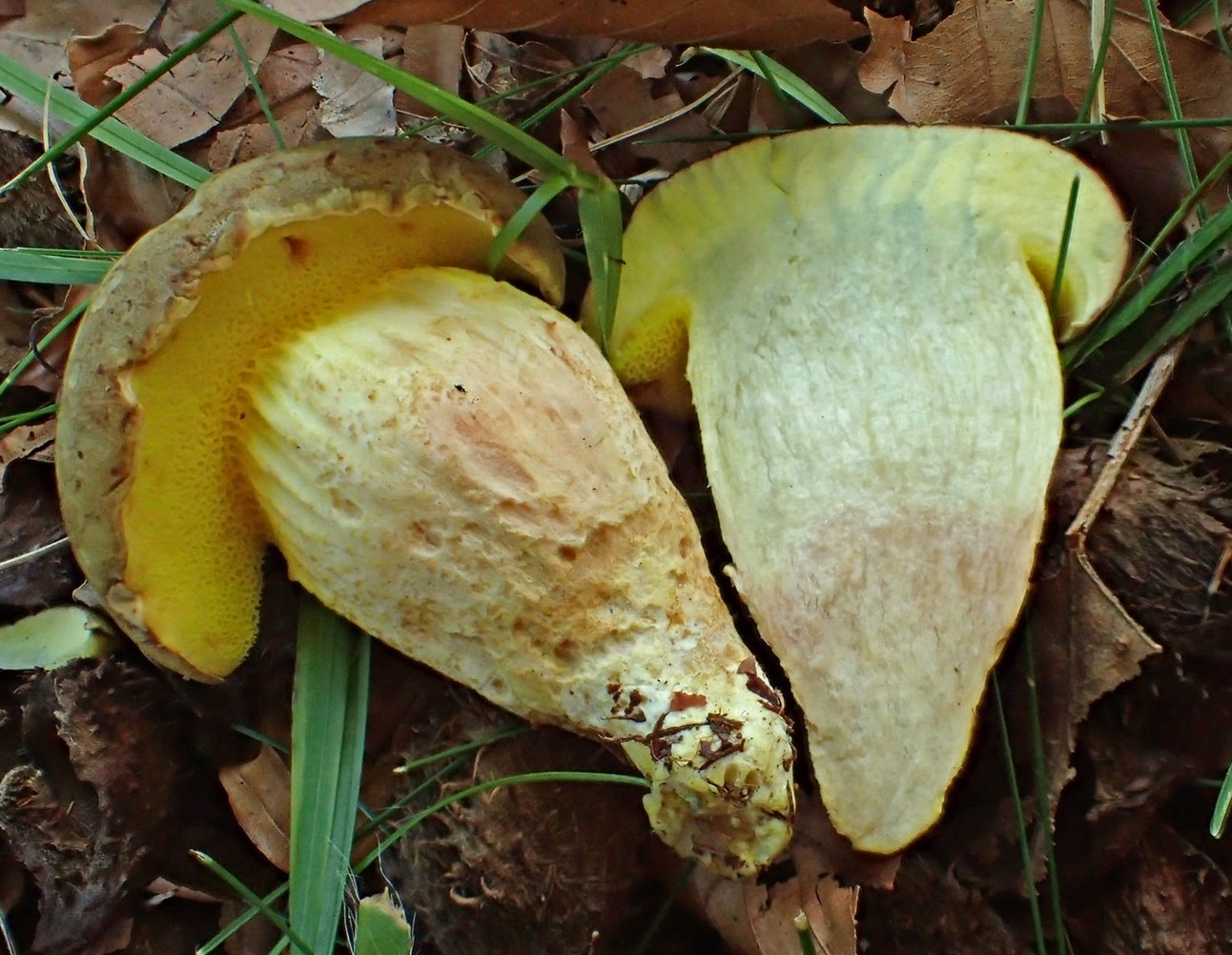
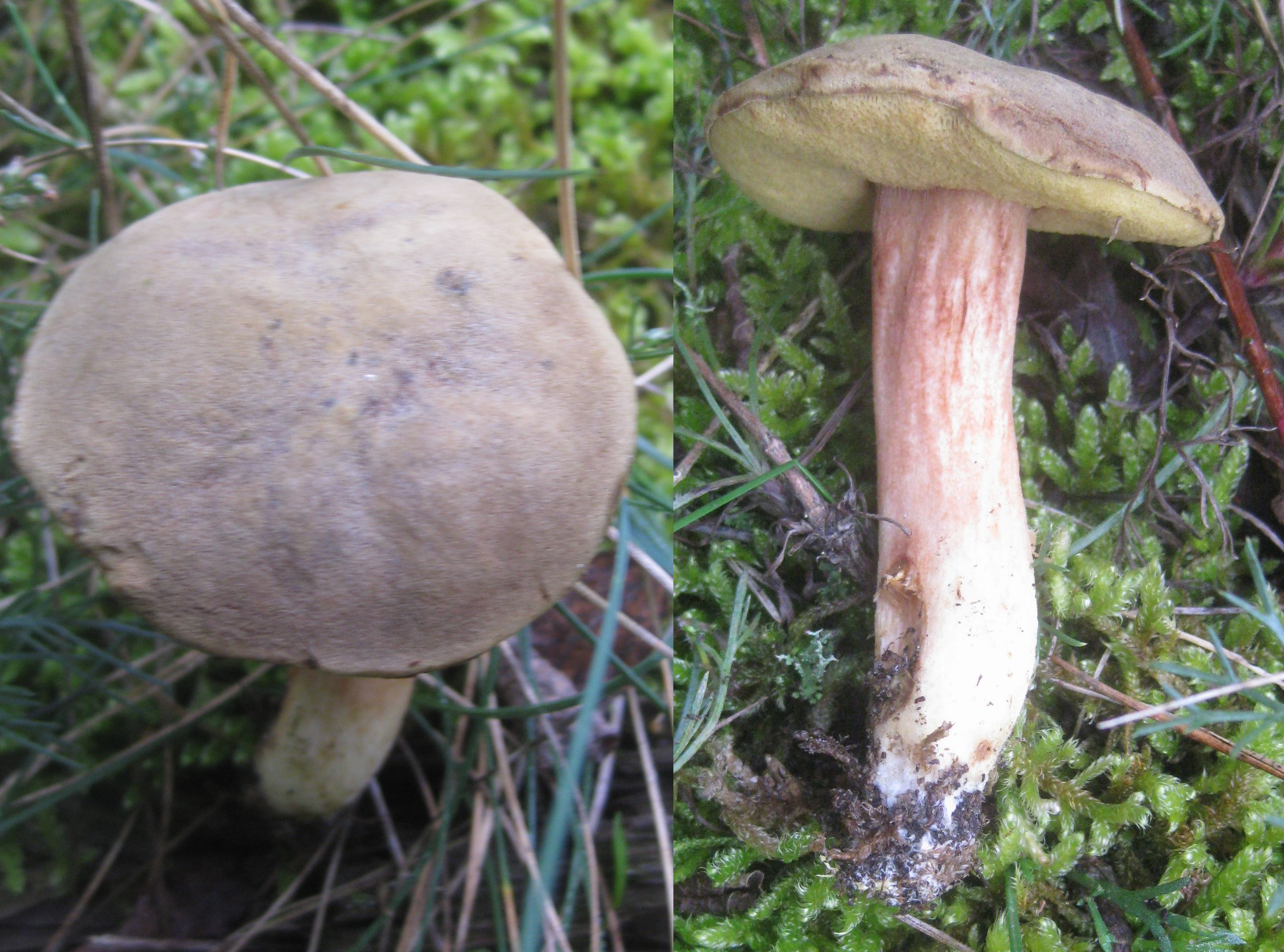
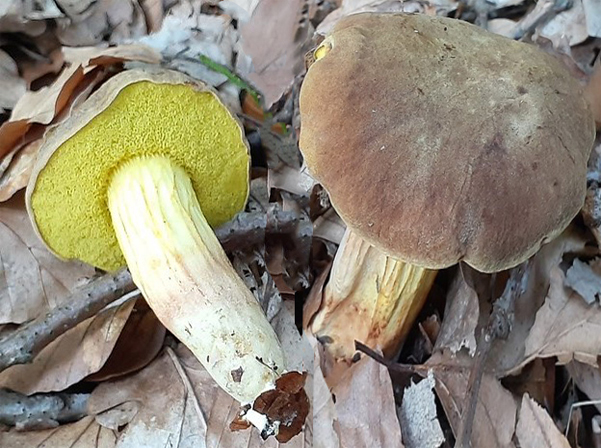
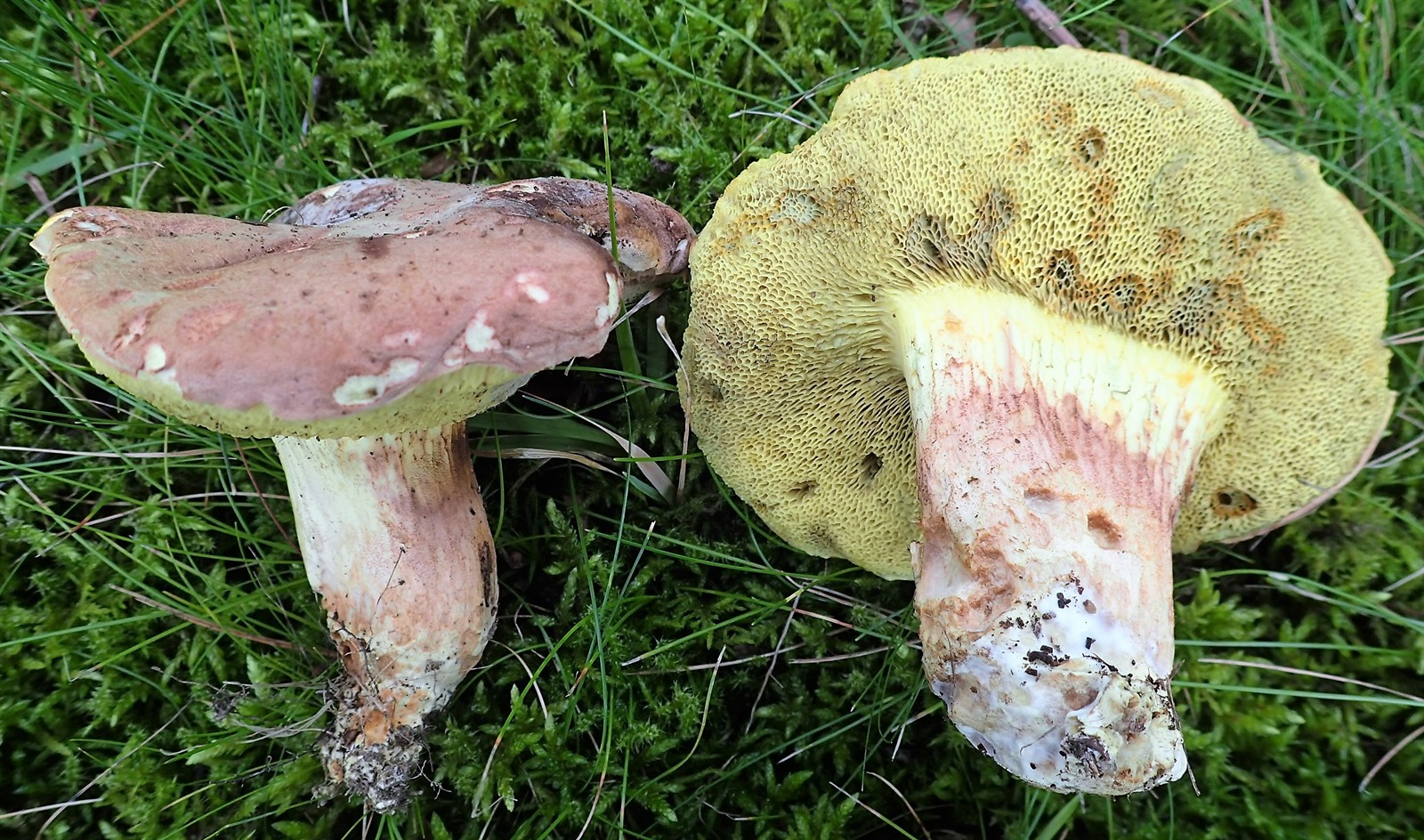
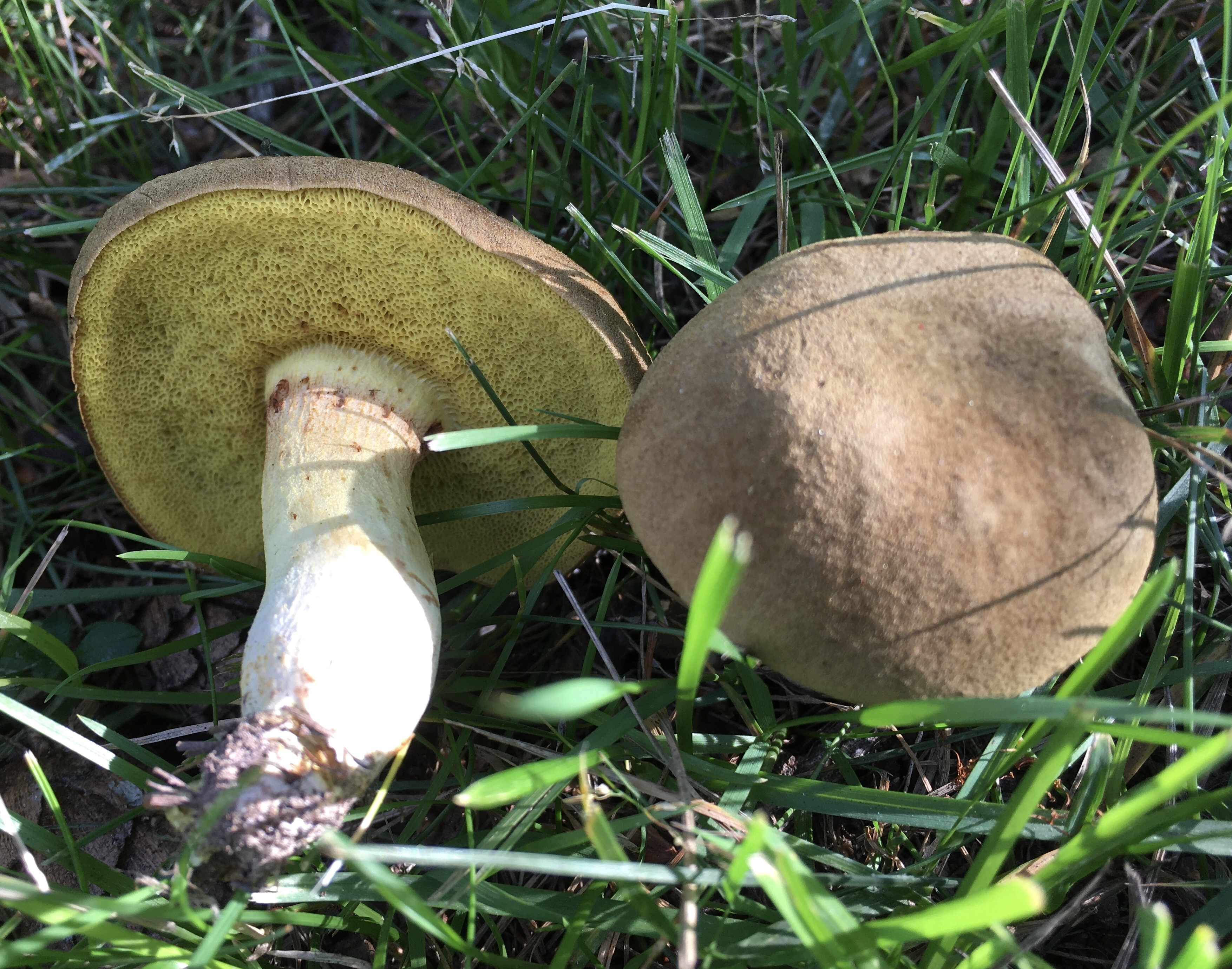
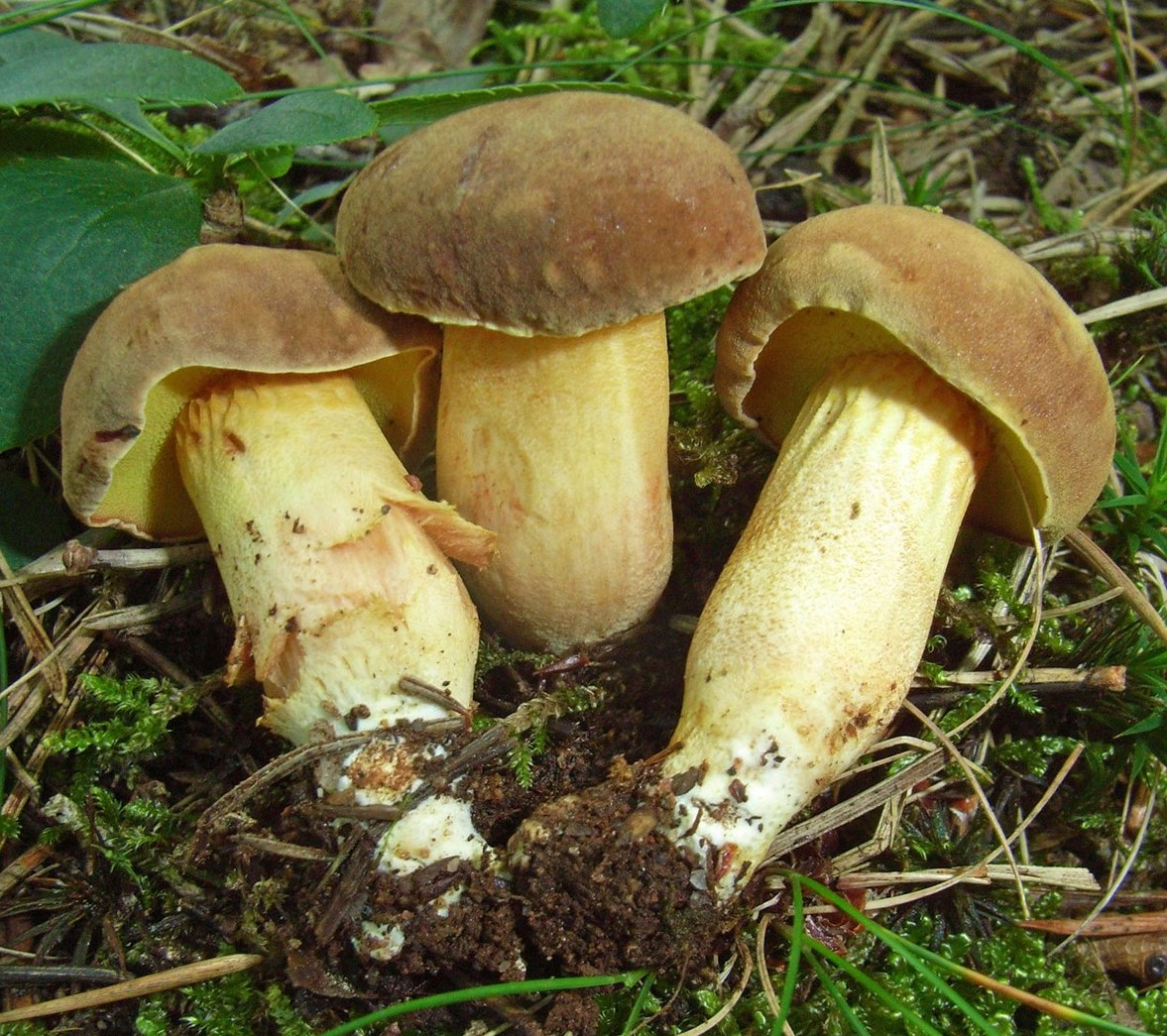
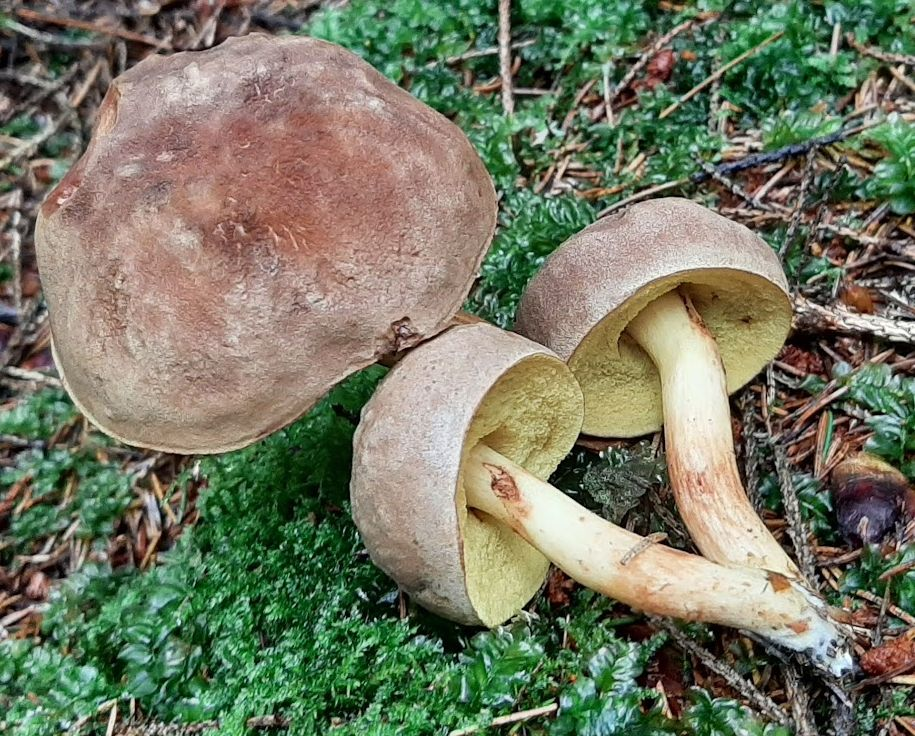
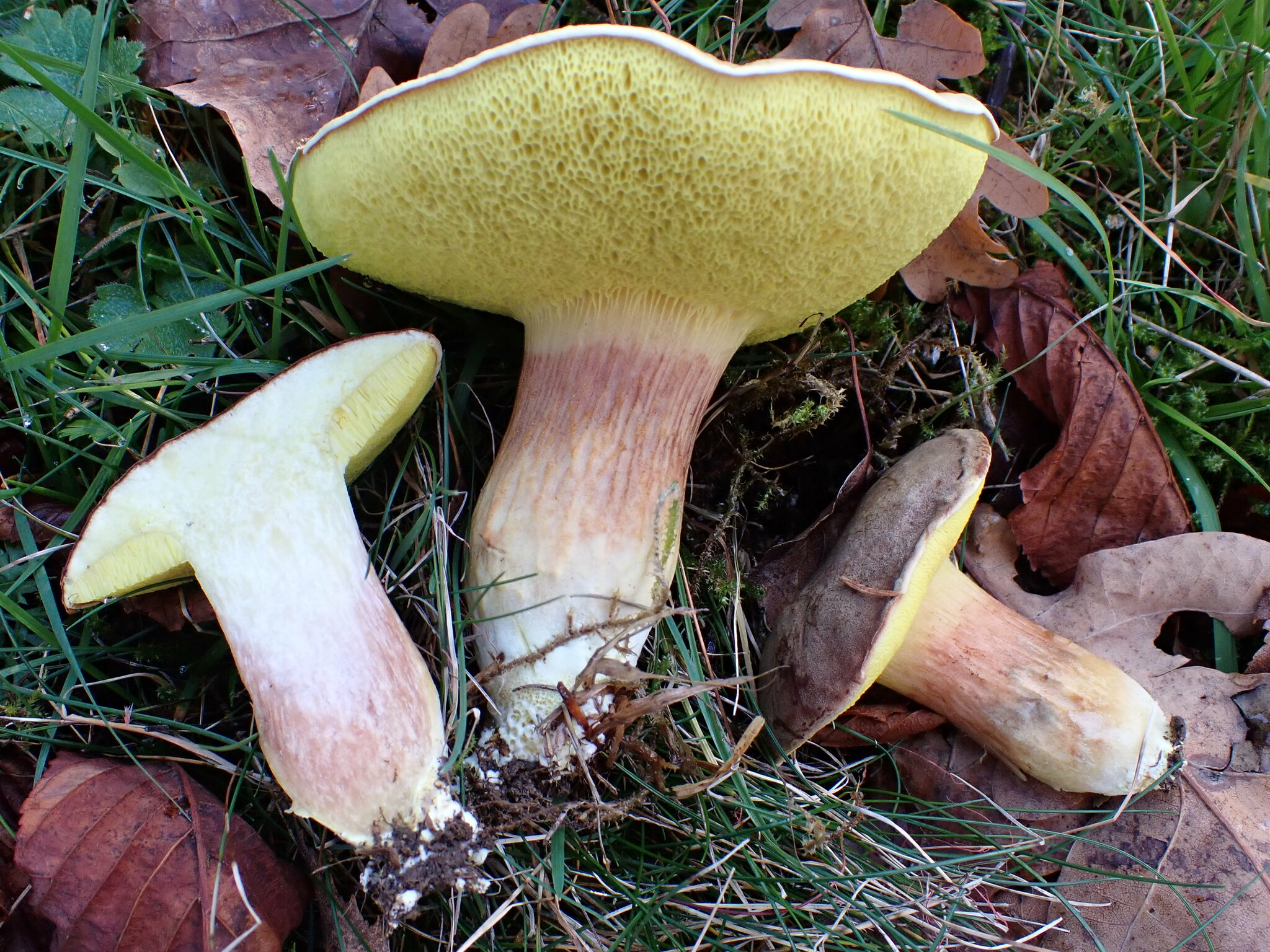
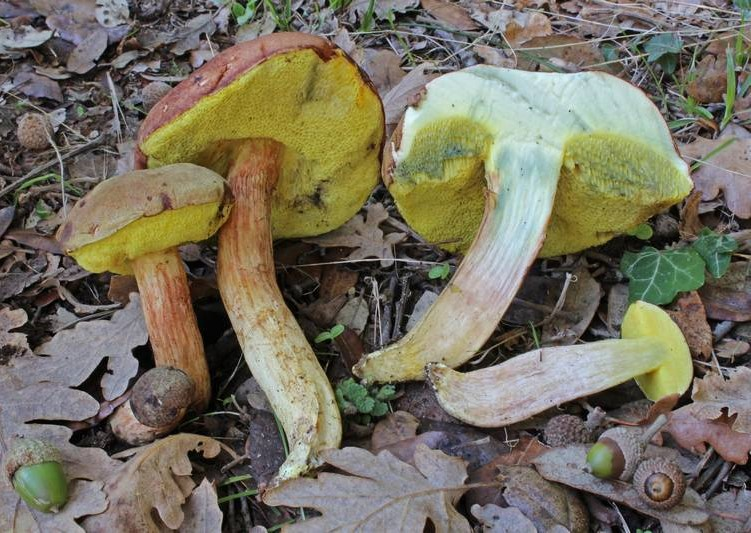
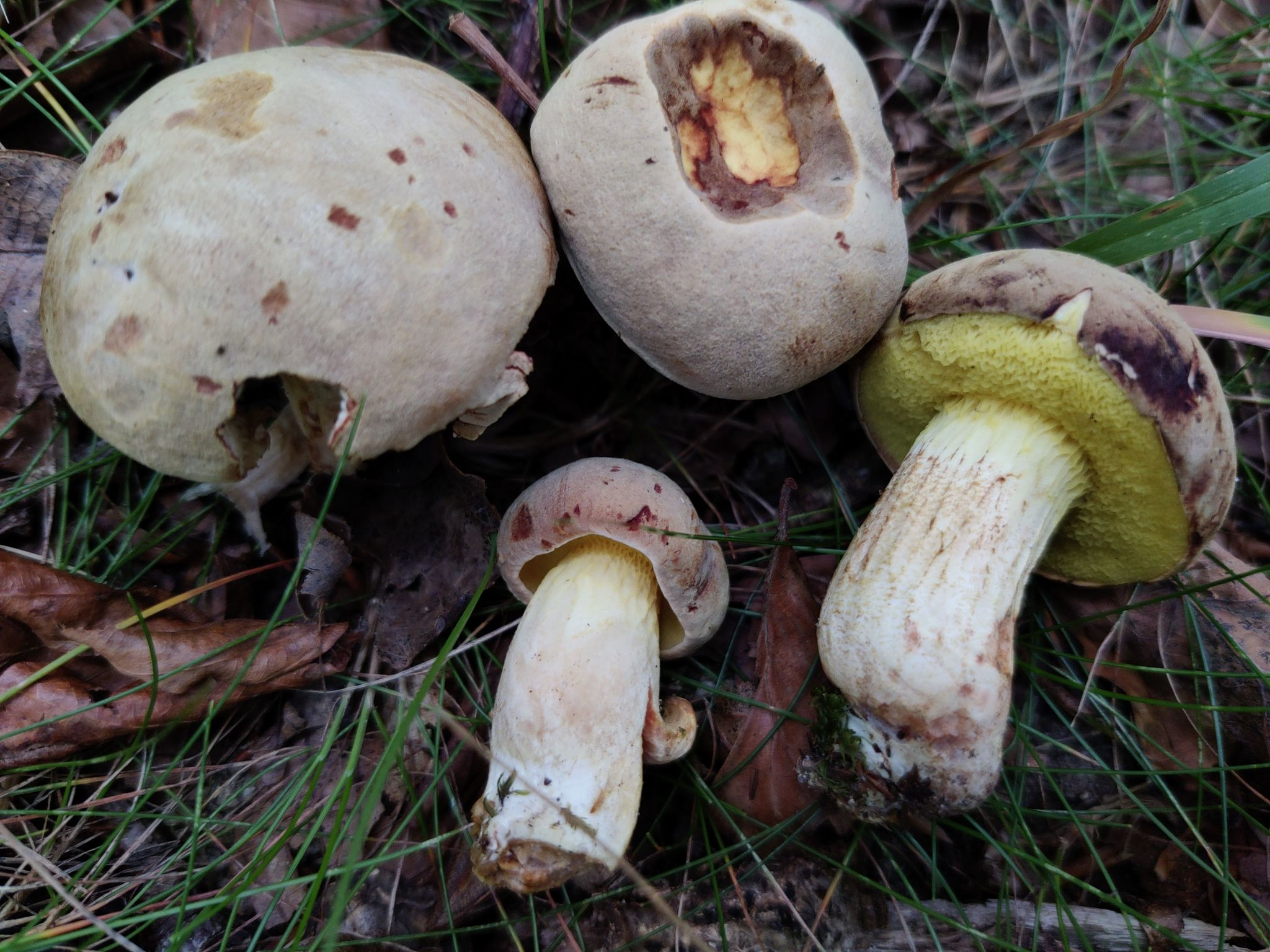

## Variétés et formes

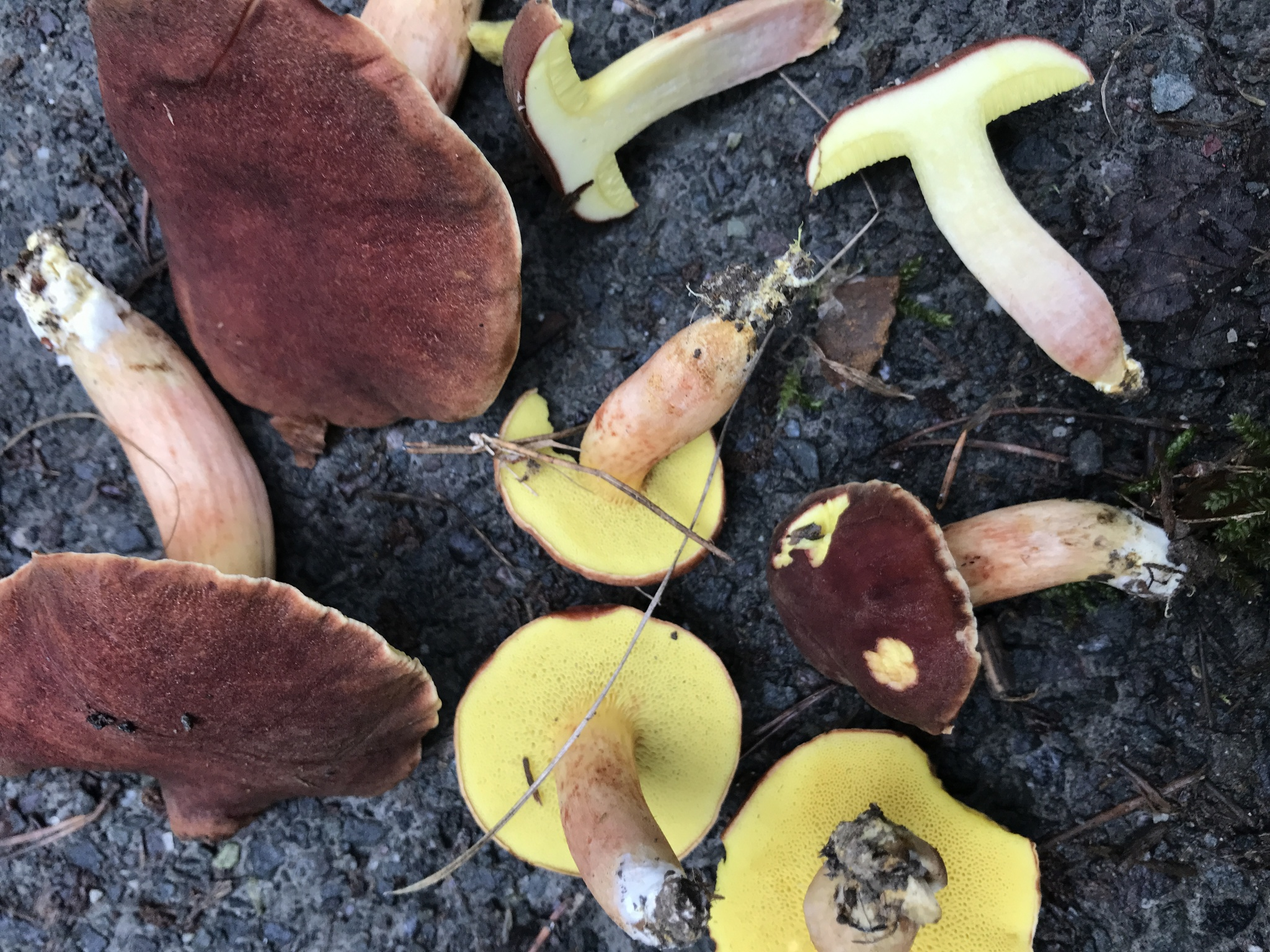
Forme rubrotinctus à chapeau rougeâtre.

- Forme rubrotinctus à chapeau rougeâtre.Xerocomus subtomentosus f. rubrotinctus Simonini & Contu (Simonini & Contu, 2000) a le chapeau rougeâtre, rouge terne. Il pousse sous chênes[11].

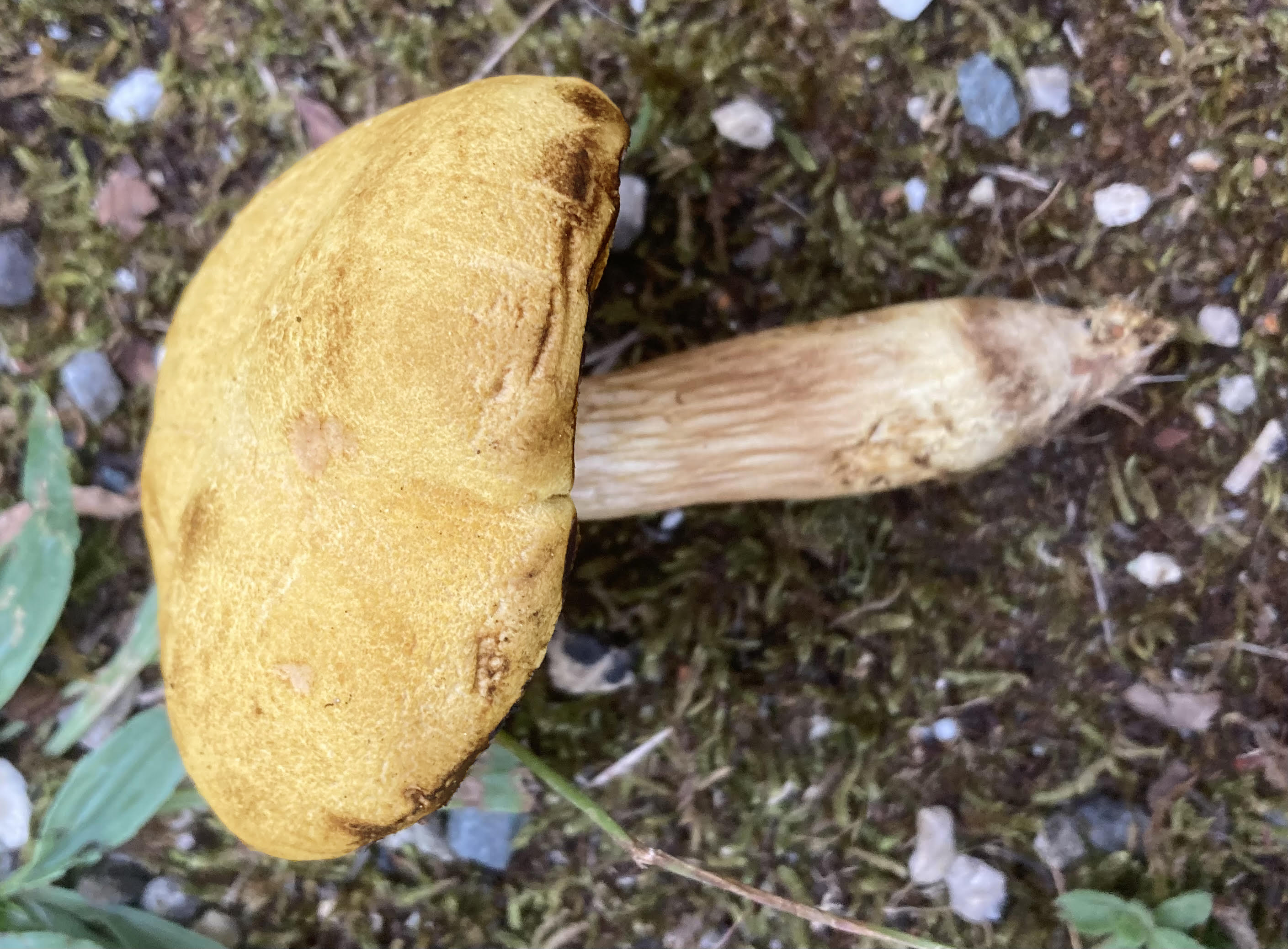
Forme luteolus à chapeau jaune soufre.

- Forme luteolus à chapeau jaune soufre.Xerocomus subtomentosus var. luteolus (Velen.) Šutara 2008 a le chapeau gracile, jaune soufre à ochracé pâle, légèrement tomenteux. Ses pores  sont jaune vif. Le stipe est entièrement lisse, non costulé, concolore aux pores en haut, jaune pâle ailleurs, jamais rouge. La chair est blanc-jaune à jaune pâle, souvent avec des teintes roses dans le chapeau. Poussant avec Corylus avellana et Betula pendula[11].
- Xerocomus subtomentosus var. xanthus E.-J. Gilbert (1931) a le chapeau jaune vif uniforme. Sa teinte est franchement jaune. Le pied est d'abord blanc citrin. Tout le champignon est comme poudré de fines granulations d'abord citrines, qui rougissent progressivement. Mycélium purpurin. La chair est nettement rose sous le revêtement piléique, rosée dans les très fines craquelures qui se produisent parfois[8],[11].
- Xerocomus subtomentosus f. squarrosus A.N. Petrov 1983.
- Xerocomus subtomentosus subsp. punctatipes (C. Martín) Dennis 1955.
- Xerocomus subtomentosus var. albo-ochraceus (Pilát) Pilát 1974.
- Xerocomus subtomentosus var. leguei (Boud.) Maire 1933.
- Xerocomus subtomentosus f. subtomentosus (L.) Quél. 1888 est la forme type[12].

## Habitat et distribution
Il s'agit un champignon ectomycorhizien, ubiquiste, acidiphile ou calcicole. Très commun, on le trouve à partir du milieu de l'été jusqu'à la fin de l'automne dans les forêts. Il forme des relations ectomycorhiziennes avec un large éventail de feuillus et de conifères, surtout sous les chênes et les châtaigniers. Il apprécie de même les espèces végétales pionnières comme le faux-acacia, le bouleau et le noisetier et peut également s'associer, surtout en milieu alpin, avec des arbustes comme les myrtilles, la busserole, le genêt, la bruyère et le Saule nain. On peut cependant le trouver aussi dans des environnements thermophiles ou des habitats méditerranéens en association avec des chênes, des Ericaceae et des Fabaceae. Cette espèce aime végéter et fructifier sur des sols moussus, dans des endroits ouverts, et donc pas dans des bois denses et sombres. On le trouve fréquemment aux côtés de Boletus edulis, qui fructifie plus au moins en même temps.
Il est largement répandu dans l'hémisphère nord, ainsi qu'en Australie. Il est présent dans toute l'Eurasie, l'Amérique du Nord et l'Australie, mais sa présence a également été signalée près de Tanger au Maroc, sous le chêne-liège. Il a été signalé uniquement dans les zones subarctiques de l'ouest du Groenland où, en raison du dégel et de l'avancée des forêts de bouleaux, il est présent en association avec le bouleau blanc (Betula pubescens).

## Comestibilité
Comme tous les Xerocomus au sens large, le Bolet subtomenteux est une espèce comestible d'intérêt culinaire donné comme moyen de par son faible goût et sa petite taille. Peu ramassé par les cueilleurs occidentaux, cela est principalement dû à sa forme boletoïde, qui serait "décevante", car il a un pied mince, et une chair qui tend à être molle lorsqu'il atteint une taille intéressante. Ce n'est pas une coïncidence si l'auteur américain David Arora l'a qualifié de « boring » (ennuyeux). Il est comestible après cuisson, de préférence en retirant le pied, devenant fibreux avec l'âge, et en privilégiant les jeunes spécimens à la chair ferme et dont les tubes ne sont pas très développés. C'est une espèce commune, occasionnellement consommée et ramassée , souvent en étant prise pour un Bolet bai (Imleria badia), confusion sans danger ; sa comestibilité et valeur gustative étant comparable, mais sans pour autant qu'elle soit élevée de la même façon dans le rang de "bon comestible", cela étant principalement la cause de l'absence de sa consommation traditionnelle en France. Malgré ces qualités comparables à I. badia, X. subtomentosus n'est pas populairement ramassé, cela peut s'expliquer par le fait qu'il puisse être un peu plus délicat à identifier que I. badia pour le ceuilleur inexpérimenté, en grande partie car il est question de regarder la teinte de la chair à la coupe verticale et la couleur du mycélium basal. Enfin, bien que le bolet subtomenteux soit une espèce commune, il ne l'est pas à un degré aussi élevé que le bolet bai, qui est inmanquable dans la plupart des forêts en automne,.

### Composition
Une analyse élémentaire de spécimens collectés dans l'ouest de la Pologne a déterminé que cette espèce contenait des quantités abondantes d'électrolytes, de potassium, de phosphore et de magnésium, avec des valeurs moyennes de 46 000, 8 400 et 1 100 milligrammes/kilogramme de poids sec, respectivement, dans les chapeaux. Les niveaux de métaux toxiques (cadmium, mercure et plomb) dans les champignons ne constituaient pas une menace pour la santé du consommateur.

## Confusions possibles

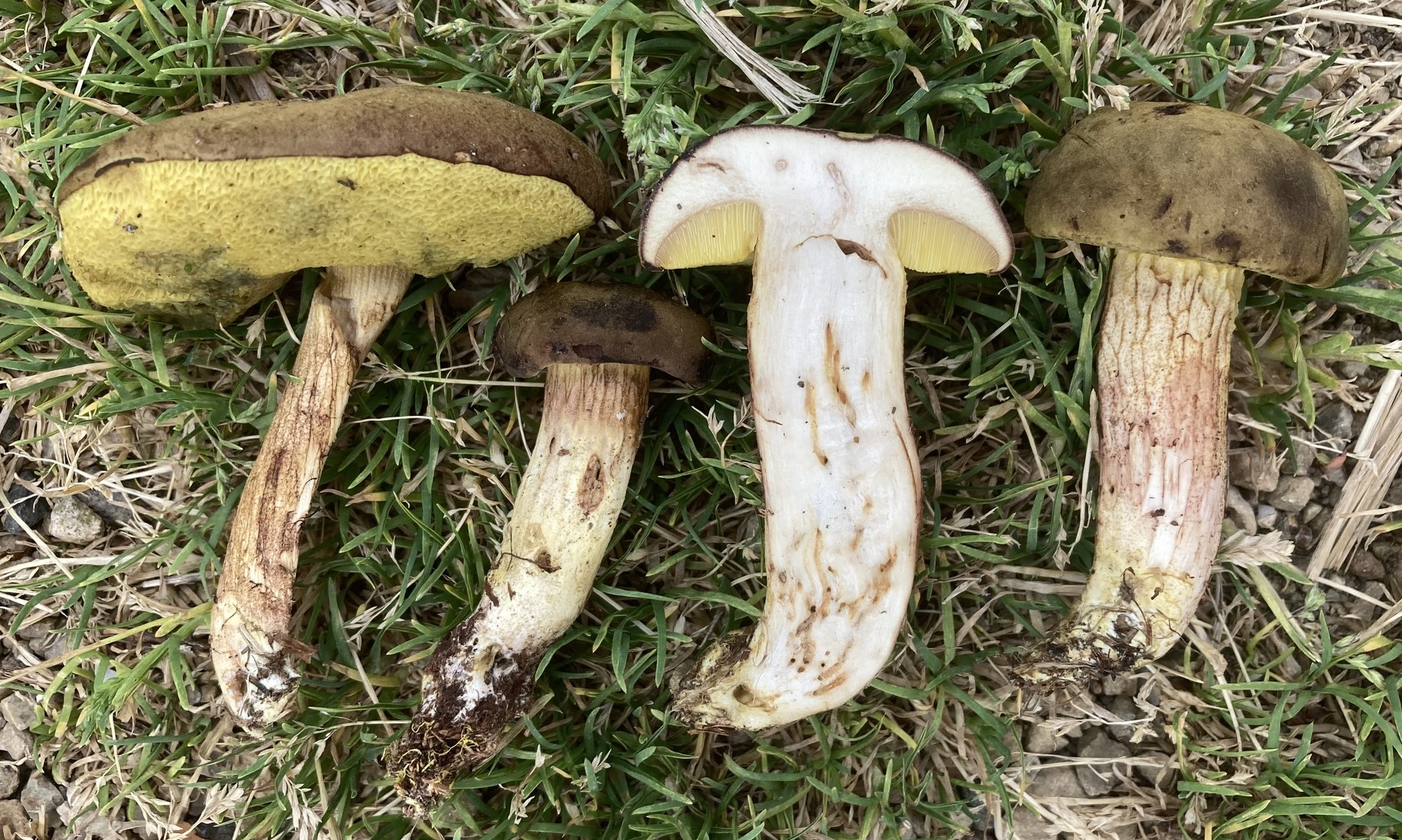
Le Bolet ferrugineux (Xerocomus ferrugineus), proche et très ressemblant, mais à chair de couleur uniforme et au mycélium basal jaune.

Plusieurs espèces Xérocomoïdes ressemblent au Bolet subtomenteux. À l'instar des autres Xerocomus, le Bolet subtomenteux est tellement variable que la couleur de son chapeau ne peut pas être utilisée pour le reconnaître. Par contre, les tubes et les pores jaune vif chez les jeunes, la chair typiquement rosée dans le pied et le mycélium blanc sont de bons caractères qui permettent la distinction avec d'autres espèces. Les différences se feront en regardant la couleur de la chair après une coupe verticale et en regardant la couleur du mycélium observable, à l'œil nu au bout du pied (si le champignon a bien été prélevé en entier). On le comparera avec :

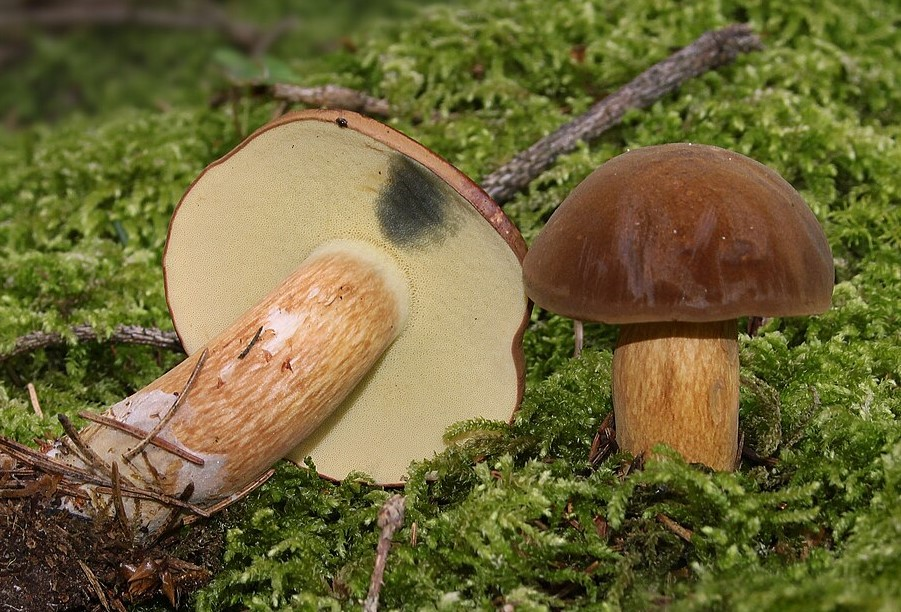
Le Bolet bai (Imleria badia) souvent confondu avec le Bolet subtomenteux.

- Le Bolet bai (Imleria badia) souvent confondu avec le Bolet subtomenteux. Le Bolet bai (Imleria badia) : Chapeau généralement plus marron foncé, brun bai, facilement viscidule. Chair entièrement blanche à la coupe, hormis parfois un peu bleuissante au-dessus des tubes. Tubes et pores jaunâtres puis olivâtres, nettement bleuissants. Mycélium blanc. Comestible réputé.
- Le Bolet ferrugineux (Xerocomus ferrugineus), proche et très ressemblant, mais à chair de couleur uniforme et au mycélium basal jaune. Le Bolet ferrugineux (Xerocomus ferrugineus) : Chapeau généralement plus marron foncé. Tubes et pores jaune d'or. Chair entièrement blanche à la coupe. Mycélium jaune. Sans intérêt alimentaire.
- Le Bolet commun (Hortiboletus engelii) : Chapeau brunâtre à noirâtre, chair de la base du pied piquetée de petits points orangeâtres ou rouges à la coupe. Venant dans les pelouses, les jardins et les clairières. Comestible.
- Le Bolet couleur de lion (Aureoboletus moravicus) : Espèce plutôt rare. Chair blanchâtre à la coupe, mycélium blanc et odeur agréable de patisserie. Sans intérêt alimentaire.
- Le Bolet brun-rouge des peupliers (Xerocomus silwoodensis) : Espèce rare. Tubes et pores jaune d'or. Chapeau typiquement rougeâtre. Chair entièrement blanche à la coupe hormis un peu de brun occasionnel au bout du pied de forme souvent radicante. Mycélium faiblement jaunâtre à jaunâtre. Sans intérêt alimentaire.
- Le Bolet à base jaune (Xerocomus chrysonemus) : Espèce rare. Tubes et pores jaune d'or. Chapeau généralement plus clair. Chair blanchâtre, jaune vif au bout du pied, parfois avec un peu de bleuissement à cet endroit, pied très radicant. Mycélium jaune vif. Sans intérêt alimentaire.
- Le Bolet parasite (Pseudoboletus parasiticus) : Espèce peu commune. Seul, une fois cueilli, il est extrêmement ressemblant au Bolet subtomenteux, cependant son milieu de pousse sur les Sclérodermes qu'il parasite ne permet pas d'erreur. Sans intérêt alimentaire.

## Voir aussi

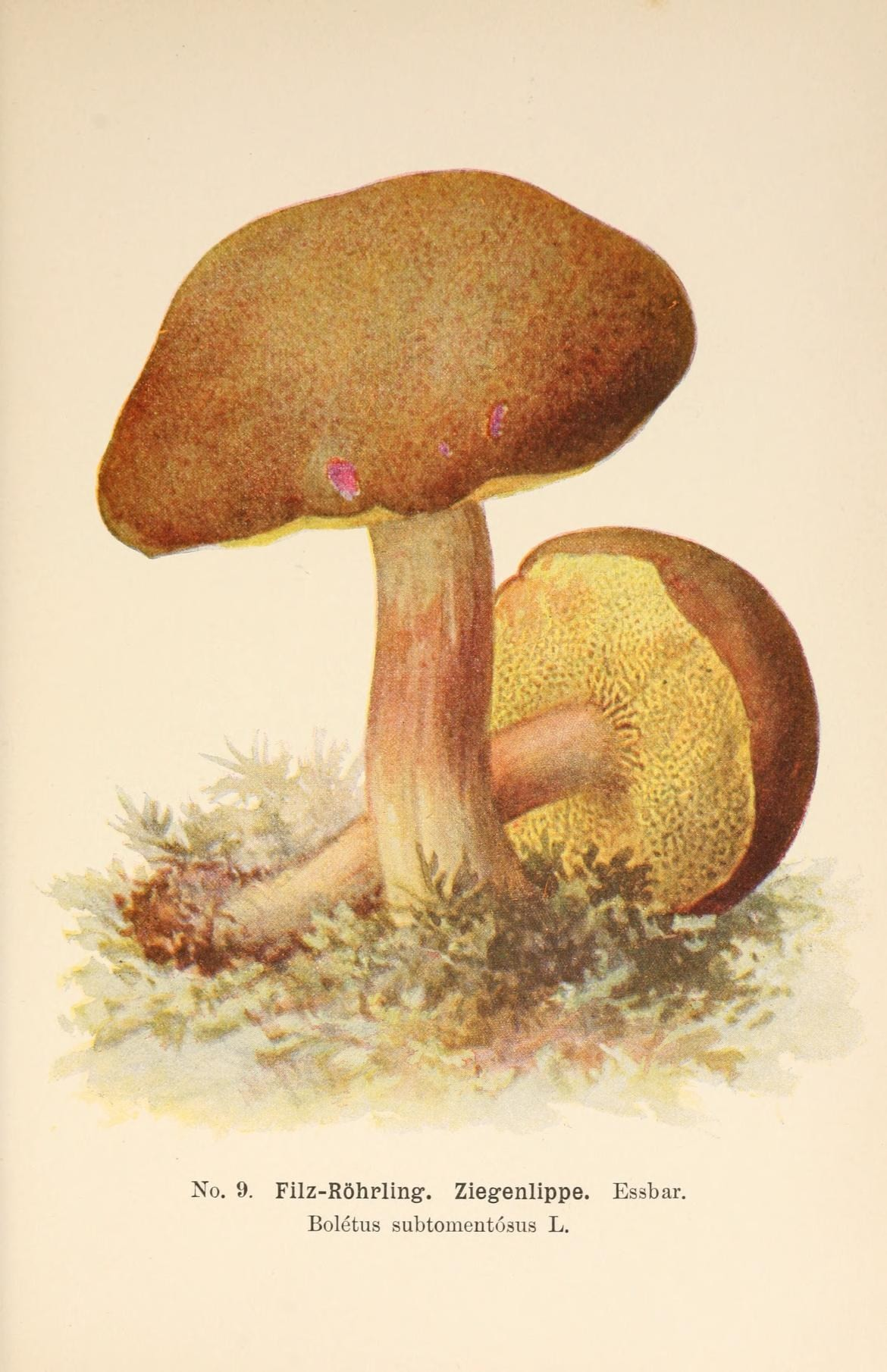
Illustration de 1896 de X. subtomentosus par Edmund Michael.